# Divisione Nazionale 1943-1944
Il campionato di Divisione Nazionale 1943-1944, meglio noto come Campionato Alta Italia 1943-1944, fu un torneo calcistico disputatosi nella Repubblica Sociale Italiana (RSI) durante la seconda guerra mondiale, sotto l'egida formale della Federazione Italiana Giuoco Calcio (FIGC), i cui organi erano stati commissariati dalla dittatura fascista nell'Italia settentrionale e centrale.
La manifestazione, la quale avrebbe dovuto assegnare il titolo di Campione d'Italia secondo i piani iniziali del regime, fu disconosciuta dalla stessa RSI con un comunicato federale datato 8 agosto 1944, e divenne illegittima nell'ordinamento del Regno d'Italia in seguito al decreto luogotenenziale del successivo 5 ottobre, che annullava qualsiasi atto organizzato dalle autorità fasciste. 
Il 22 gennaio 2002 la FIGC ha deciso di sancire definitivamente l'ufficialità del torneo: esso, però, non è stato riconosciuto come un'edizione del campionato italiano di calcio e il titolo assegnato è stato definito come onorifico, ossia non equiparabile de iure a uno scudetto.

## Stagione

### Novità

#### Un'Italia spaccata

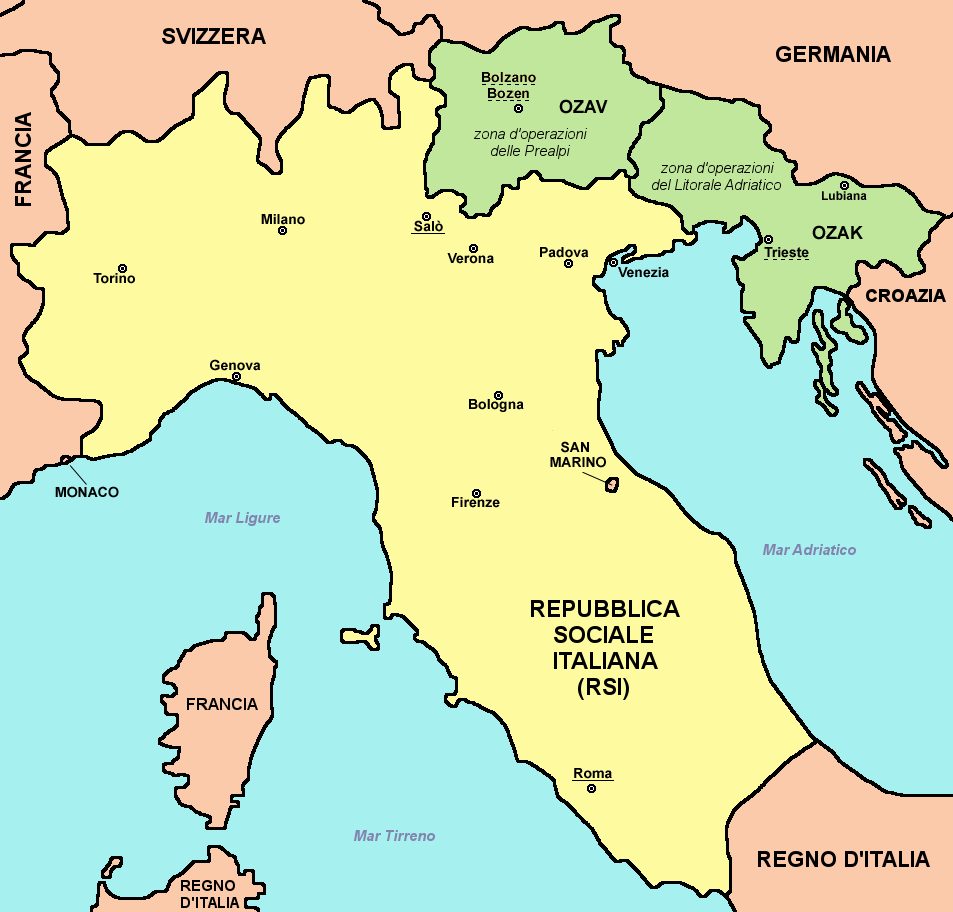
Mappa del territorio della Repubblica Sociale Italiana, dove si svolse il campionato di Divisione Nazionale del 1944.

Il Campionato Alta Italia fu l'unico torneo organizzato in Italia nella stagione 1943-1944 su base pluriregionale. Infatti, con l'Italia divisa in due parti dal fronte di guerra (la parte settentrionale controllata dalla Repubblica Sociale Italiana e la parte meridionale controllata dalle truppe alleate) a partire dal settembre 1943, venne meno anche l'unità della Federazione calcistica.
Già nel luglio 1943, a causa dell'aggravarsi dell'andamento del conflitto mondiale per l'Italia (in quello stesso mese la Sicilia fu invasa dagli Alleati), la FIGC stabilì che per la stagione 1943-44 non sarebbe stato possibile disputare dei campionati nazionali regolari con la formula del girone unico ma si sarebbe disputato al suo posto un campionato misto A-B di guerra. Secondo il progetto del marchese Luigi Ridolfi Vay da Verrazzano, presidente della Federazione, il suddetto campionato misto A-B, con le due migliori retrocesse in C per completare gli organici, sarebbe stato impostato su 3 gironi interregionali di 12 squadre; le migliori due classificate di ogni girone avrebbero preso parte al girone finale nazionale a sei squadre per l'assegnazione del titolo; inoltre furono bloccati i trasferimenti. Il campionato misto A-B sarebbe dovuto partire il 3 ottobre 1943, ma l'aggravarsi della situazione bellica dell'Italia (campi sportivi sinistrati, molti calciatori partiti per il fronte e sfollamento delle grandi città conseguente ai bombardamenti nemici) ne rese impossibile l'effettiva organizzazione. Il 23 luglio 1943 il Partito Nazionale Fascista decretò la sospensione di ogni attività sportiva a carattere nazionale (compreso il campionato misto di Serie A-B che avrebbe dovuto aver luogo nella stagione 1943-1944), con la motivazione di «lasciare totalmente gli atleti militari a compiere il loro dovere di soldati»; sarebbero state autorizzate le sole competizioni a carattere locale, compatibilmente con le esigenze militari.
In seguito al 25 luglio 1943 e la conseguente caduta del regime fascista, il neo nominato commissario del CONI Alberto Bonacossa, assunta temporaneamente il 12 agosto la Presidenza di tutte le federazioni, il 21 agosto 1943 nominò commissario della FIGC l'avvocato Giovanni Mauro, di tendenze antifasciste. Il 4 settembre 1943 Mauro abrogò quanto stabilito dal marchese Ridolfi, ripristinando i trasferimenti e annullando le retrocessioni, e, pur autorizzando le società a riprendere gli allenamenti a porte chiuse, decretò che, a causa del precipitare della situazione bellica, il campionato di guerra 1943-1944 non avrebbe avuto luogo, anche se alcuni giorni dopo dichiarò alla stampa che non fosse da escludere l'eventuale disputa del campionato qualora le condizioni lo avessero consentito. A Roma il commissario Mauro mantenne il comando della FIGC fino all'8 settembre (giorno di entrata in vigore dell'Armistizio di Cassibile): a quel punto, l'occupazione nazista dell'Italia centrosettentrionale determinò la frattura istituzionale tra gli organi federali della Repubblica Sociale Italiana e del Regno del Sud. A Nord, la RSI scelse come Commissario del CONI Ettore Rossi, il quale assunse temporaneamente la direzione di tutte le federazioni sportive dopo aver dichiarato decaduti i precedenti commissari. La sede del CONI e di tutte le federazioni sportive furono spostate da Roma a Venezia.
Rossi, autonominatosi Commissario della FIGC e coadiuvato dal segretario Giuseppe Baldo, organizzò il nuovo Campionato di Divisione Nazionale, ma fu sostituito alla presidenza del CONI da Puccio Pucci nel marzo 1944 e la carica di presidente della FIGC rimase vacante per oltre tre mesi, periodo nel quale la gestione della Federazione fu affidata alla Consulta. Infine nel luglio 1944 il CONI, con la ratifica del Ministero della cultura popolare, nominò presidente della FIGC Ferdinando Pozzani, il quale si occupò di portare a termine la competizione. Il 23 agosto 1944 la sede del CONI e di molte federazioni sportive (tra cui la FIGC) fu spostata da Venezia a Milano. Dopo l'agosto 1944 ogni attività sportiva di rilievo fu proibita dal governo e dalle truppe occupanti naziste, anche se Pozzani riuscì ad aggirare il divieto organizzando tornei benefici a livello regionale. Nell'ottobre 1944 i commissari del CONI Ettore Rossi e Puccio Pucci, nonché il Presidente della FIGC Ferdinando Pozzani, furono dichiarati illegittimi dal governo del Regno d'Italia, in quanto nominati dal governo fascista della RSI.
Nel Sud, invece, la Federazione era stata guidata nei dieci mesi successivi all'armistizio dai funzionari Paolo Ventura e Giuseppe Malvicini, fino a quando il nuovo governo Bonomi II nominò il 22 giugno 1944 come commissario del CONI legittimo Giulio Onesti, il quale a sua volta nominò reggente della FIGC il 20 luglio 1944 Fulvio Bernardini, coadiuvato dai dirigenti Savarese e Zauli nonché dai succitati Ventura e Malvicini. Nel novembre 1944 Bernardini si dimise venendo prontamente sostituito da Ottorino Barassi. Durante questo periodo, nel Meridione vennero disputati soltanto dei tornei a carattere regionale, anche se nel 1945, nonostante le difficoltà negli spostamenti, si tentò invano di organizzare una fase finale interregionale a eliminazione diretta per l'assegnazione del titolo di Campione dell'Italia Liberata, alla quale avrebbero dovuto prendere parte 16 squadre (tre a testa per Campania, Lazio, Puglia e Toscana, due a testa per Sicilia e Abruzzi) ma che non si disputò perché i campionati misti regionali di Divisione Nazionale erano terminati troppo tardi. A rendere ancora più ingarbugliata la situazione, nel 1943 gli anglo-americani avevano istituito nella Sicilia occupata la cosiddetta Federazione Siciliana degli Sports, posta al di fuori della giurisdizione del CONI e controllata dal Movimento per l'Indipendenza della Sicilia.

#### Il torneo misto
Per quanto concerne il campionato di guerra che si disputò nei territori controllati dalla RSI, la FIGC fascista stabilì, inizialmente, che non si sarebbero disputati campionati nazionali, bensì dei "Campionati Misti Regionali", sebbene già allora non fosse esclusa l'eventuale disputa di una successiva fase interregionale. Nel gennaio del 1944, tuttavia, la Consulta che coadiuvava il reggente Rossi stabilì che le vincenti regionali del campionato di Divisione Nazionale misto avrebbero giocato un torneo finale per l'attribuzione dello Scudetto. Il clima caotico dell'epoca si riflesse anche sui tesseramenti dei giocatori che, in ottemperanza a una risoluzione emessa dalla FIGC nel settembre 1943, erano stati sospesi fino a data da destinarsi. I calciatori, fermo restando l'obbligo di ritornare alla propria società d'origine alla fine della guerra, furono teoricamente liberi di andare a giocare dove volevano, soprattutto se giustificati dall'arruolamento in corpi militari; tuttavia, così non fu per tutti perché, in mancanza dell'autorizzazione da parte della società a cui erano vincolati nella stagione 1942-1943, non potevano giocare in nessuna squadra. Fu proibito inoltre ai giovani chiamati alle armi appartenenti alle classi 1923, 1924 e 1925 e privi di regolare esonero per indisponibilità nonché ai militari di qualunque classe, anche se dichiarati inabili, di partecipare a qualsiasi campionato, salvo per quei casi particolari di inabilità fisica al servizio incondizionato militare che non impedissero l'attività agonistica sportiva; in tal caso, per poter essere in regola, si sarebbe dovuta richiedere e ottenere l'autorizzazione dal commissario del CONI.
Per esentare i giocatori dal servizio militare diverse società ricorsero all'espediente di associarsi con corpi militari o ad aziende belliche, dei quali i propri calciatori sarebbero entrati a fare parte. Ad esempio il Torino raggiunse un accordo con la FIAT in virtù del quale tutti i giocatori granata passarono al Gruppo Sportivo FIAT con la costituzione di un "Gruppo Torino" in seno al Dopolavoro stesso: la squadra granata partecipò così con il nome di Torino FIAT al campionato di guerra, con i propri giocatori esentati dal servizio militare in quanto impiegati di un'azienda bellica. Per gli stessi motivi la Juventus fece diventare i propri giocatori dipendenti della Cisitalia divenendo la Juventus Cisitalia, e il Novara passò in forza al dopolavoro aziendale dell'Istituto Geografico De Agostini trasformandosi nel Novara IGDA. Per motivi analoghi nacque la squadra dei Vigili del Fuoco della Spezia in seguito a un accordo fra Giacomo Semorile, che prese le redini dell'A.C. Spezia dopo la deportazione in Germania del presidente Coriolano Perioli, e l'ing. Gandino, il comandante del 42º Corpo: l'intesa prevedeva che i Vigili del Fuoco, per poter allestire una squadra in grado di rappresentare La Spezia nel campionato di guerra, avrebbero temporaneamente rilevato i calciatori del club aquilotto, restituendoli alla casa madre al termine del conflitto. Questa soluzione costituì un ottimo stratagemma per sottrarre i giocatori agli obblighi del servizio militare. Il Gruppo Sportivo 42º Corpo dei Vigili del Fuoco era una società di nuova affiliazione e pertanto de iure non in continuità giuridica con l'A.C. Spezia rimasto formalmente inattivo, anche se de facto si trattava della stessa squadra.
Il campionato fu disputato tra tante difficoltà, anche solo negli spostamenti, dovute alla guerra, ai bombardamenti degli Alleati e ai rastrellamenti dei nazisti. Ad esempio i Vigili del Fuoco della Spezia, ammessi per loro richiesta al campionato emiliano pur essendo liguri (anche perché molti dei collegamenti stradali con il Piemonte erano interrotti a causa dei bombardamenti), furono costretti a giocare spesso le proprie partite casalinghe a Carpi (lo stadio Alberto Picco della Spezia era stato reso inagibile dai bombardamenti) e a viaggiare su un'autobotte contenente anche sale spezzino da barattare durante il viaggio con i contadini in cambio di cibo. Le tribune erano semideserte, a causa del rischio di bombardamenti o di retate dei nazisti, e in caso di preallarme aereo la partita veniva temporaneamente sospesa ma i calciatori erano tenuti a rimanere nello stadio in attesa della conferma dell'allarme in modo da poter riprendere la partita in caso di falso allarme. Le strade erano sconnesse, e capitò che, in occasione di una trasferta di campionato contro il Cesena, il Bologna fu costretto a fare un tratto di strada a piedi per raggiungere lo stadio perdendo per 5-0 a causa della stanchezza. Si narra addirittura che le compagini toscane compissero le trasferte in bicicletta. Il giorno della prima partita del girone finale contro il Venezia, i giocatori spezzini arrivarono a Milano tutti bagnati a causa della pioggia che li sorprese nel corso del viaggio a bordo di un furgone scoperto; tentarono di asciugare le maglie sul fuoco finendo però per bruciacchiarle e si presentarono alla partita così conciati che i giocatori del Venezia li presero per "barboni" destando anche l'attenzione del cronista della Gazzetta dello Sport che commentò che le cattive condizioni delle maglie degli spezzini era il segno evidente delle tribolazioni patite durante il viaggio.

### Formula
Si disputarono sette campionati regionali di Divisione Nazionale, quello piemontese-ligure, quello lombardo, quello veneto, quello giuliano, quello emiliano, quello toscano e quello romano. Come annunciò il CONI in un comunicato del 20 aprile 1944, al termine dei campionati regionali di calcio di Divisione Nazionale, avrebbero avuto luogo le qualificazioni interzonali, strutturate in tre gironi di quattro squadre ciascuno (Girone A: Piemonte-Liguria e Lombardia; Girone B: Veneto e Venezia Giulia; Girone C: Emilia e Toscana), alle quali sarebbero state ammesse le migliori due classificate di ognuno dei campionati regionali (fatta eccezione per quello romano); le squadre vincitrici dei gironi interzonali e la vincitrice del campionato romano sarebbero stati ammessi alle finali del campionato di guerra. Tuttavia la liberazione di Roma, con il conseguente passaggio del torneo capitolino sotto la gestione della FIGC monarchica, impedì alla squadra campione romana, la Lazio, di prendere parte al girone finale; ragioni di carattere contingente, inoltre, spinsero la Federazione a modificare la formula del girone interzona tosco-emiliano (nel quale si verificò la defezione delle toscane per cause di forza maggiore, avendo il fronte di guerra ormai raggiunto la loro regione). Le finali furono disputate con il sistema del girone semplice (partite di sola andata) in campo neutro (fu scelta l'Arena di Milano, lo stadio dell'Ambrosiana-Inter).
Nel corso della stagione fu applicato il quoziente reti, anche se a discrezione dei direttori regionali di competenza o della FIGC. Il fatto che per molti gironi regionali il quoziente reti non vigesse è testimoniato dalla disputa di spareggi anche tra squadre con diverso quoziente reti. Tuttavia le deliberazioni ufficiali del Direttorio VII Zona (Emilia) pubblicate da Il Resto del Carlino attestano che il quoziente reti vigeva per le semifinali e le finali emiliane, mentre gli articoli de La Stampa e Corriere della Sera attestano che il quoziente reti vigeva anche per le semifinali e le finali interzonali. In un primo momento era stato stabilito che per il Campionato romano vigesse il quoziente reti, salvo poi non tenerne conto. Sembrerebbe che il quoziente reti vigesse anche per il campionato veneto.

### Calciomercato

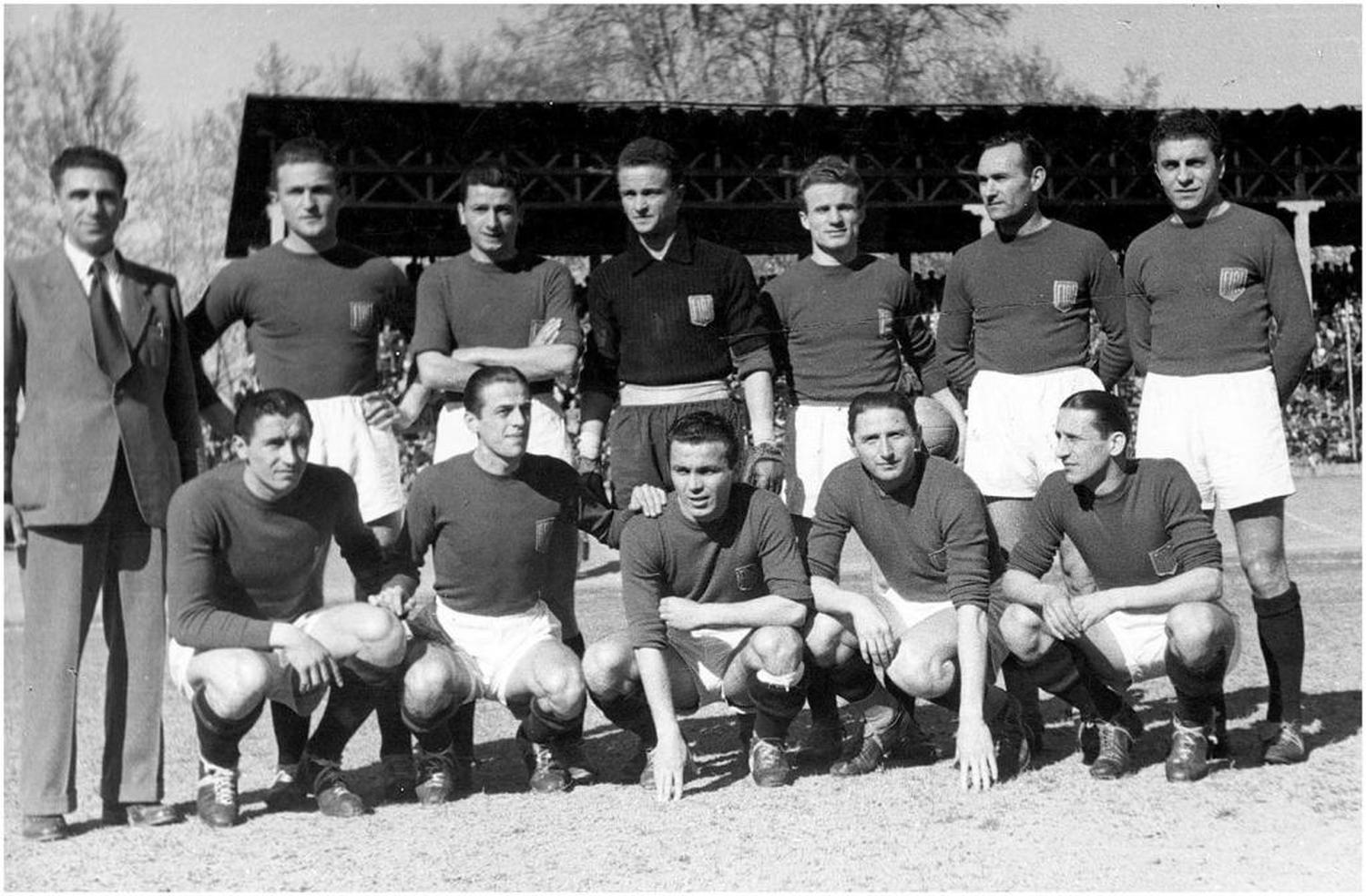
Il Torino, entrato nel Gruppo Sportivo FIAT per esentare i propri tesserati dalla chiamata alle armi, partecipò al campionato di guerra col nuovo nome di Torino FIAT, potendo inoltre schierare in attacco il neoacquisto Silvio Piola (accosciato, secondo da destra).

A causa della divisione dell'Italia in due, molti giocatori si trovarono impossibilitati a tornare nelle loro città. Questo fece sì che nel campionato di guerra organizzato tra mille difficoltà, molti atleti si accasassero dove poterono rinforzando così le squadre minori. Era comunque necessario il nullaosta della squadra legittima proprietaria dei calciatori e al termine del conflitto i calciatori avrebbero dovuto tornare alla squadra con cui avevano militato nella stagione 1942-1943.
I Vigili del Fuoco della Spezia si rinforzarono ingaggiando, a parte ovviamente i giocatori dell'A.C. Spezia, due giocatori del Livorno vicecampione d'Italia 1942-43, cioè il bomber Angelini e il regista avanzato Tori; arrivarono inoltre dal Genoa il portiere Tavoletti e dal Napoli il terzino Gramaglia e l'attaccante Viani. Come allenatore fu confermato Ottavio Barbieri, che aveva allenato l'A.C. Spezia nella stagione precedente.
Il Torino FIAT, allenato in questa stagione da Vittorio Pozzo, confermò essenzialmente la rosa che si era laureata Campione d'Italia nella stagione precedente, pur con le partenze di Grezar (ingaggiato dall'Ampelea di Isola d'Istria) e Menti (ingaggiato dal Milano), comunque controbilanciate dagli arrivi dell'estremo difensore Griffanti dalla Fiorentina ma soprattutto del bomber Piola dalla Lazio.

### Avvenimenti

#### I campionati regionali
Il campionato piemontese-ligure cominciò il 16 gennaio. Ad esso inizialmente partecipavano solo nove squadre, ma a partire dalla terza giornata vi fu l'ammissione in ritardo dell'Asti, che dovette recuperare le prime due giornate contro le squadre che avevano riposato. Il girone fu dominato dal Torino FIAT, che colse in 18 partite 16 successi e 2 pareggi, rifilando un 5-0 ai concittadini della Juventus e un 7-1 alla Biellese. Al secondo posto si classificò la Juventus, che si qualificò così alla fase interzonale dopo aver lottato a lungo con la squadra rivelazione del girone, la Biellese, compagine di Serie C che tuttavia si era rinforzata con giocatori di categoria superiore. Nelle prime giornate la Biellese balzò addirittura in vetta alla classifica ma, complici le quattro sconfitte negli scontri diretti contro le compagini torinesi, fu scavalcata da bianconeri e granata, chiudendo terza a tre punti di distanza dalla più quotata Juve. A inizio maggio la classifica fu rivoluzionata, pur senza modificarne i verdetti, dalle deliberazioni del direttorio piemontese che inflisse per tesseramenti irregolari diverse sconfitte a tavolino a Cuneo e Casale che così precipitarono negli ultimi due posti in classifica.
Nel campionato lombardo, a otto squadre, deluse il rendimento del Milano, mentre il girone fu vinto nettamente dai rivali concittadini dell'Ambrosiana-Inter. Per decretare il secondo posto valido per la qualificazione alla fase interzonale si rese necessario lo spareggio tra Varese e Brescia, arrivate a pari punti, che vide prevalere i varesini per 1-0 (dopo i tempi supplementari).
Il campionato veneto, strutturato su due gironi, fu influenzato da alcuni ritiri, in particolare delle finaliste regionali Vicenza (che aveva vinto il proprio girone) e Treviso. Le finali regionali si ridussero così a una sfida a due tra Venezia e Verona, che vide prevalere i lagunari. Venezia e Verona furono ammesse alle semifinali interzonali.
Il campionato giuliano fu vinto a sorpresa dalla rivelazione Ampelea di Isola d'Istria, squadra di Serie C che, rinforzata da calciatori giuliani tornati nelle zone d'origine o da calciatori di altre parti d'Italia di stanza in Istria, ebbe la meglio sulle più quotate Triestina e Pro Gorizia. I triestini chiusero al secondo posto qualificandosi con gli istriani alle semifinali interzonali. L'iniziale rivelazione del campionato, la Cormonese, invece, dopo aver vinto a sorpresa le prime tre partite volando in vetta alla classifica, crollò conseguendo 1 vittoria e ben 10 sconfitte nelle rimanenti partite e chiudendo mestamente penultima.
Il campionato emiliano, la cui prima fase era strutturata in quattro gironi (a cui sarebbero seguiti due gironi di semifinale e una finale regionale), cominciò il 6 febbraio 1944. I due gironi di semifinale furono vinti da Bologna e Vigili del Fuoco della Spezia. Le deliberazioni del Direttorio emiliano rivoluzionarono le classifiche delle semifinali infliggendo diverse sconfitte a tavolino per tesseramenti irregolari a Faenza e Modena, estromettendole dalla lotta al titolo. Grazie a queste deliberazioni lo Spezia, che aveva cominciato in salita le semifinali con le sconfitte esterne contro Modena e Carpi, balzò in vetta mantenendola anche grazie ai forfait dichiarati nelle ultime giornate dalle sue contendenti per motivi contingenti dovuti alla guerra.
Il campionato toscano si concluse con la vittoria del Montecatini mentre la Lucchese chiuse seconda. Le difficoltà nel trasferirsi in altre regioni, per cause di forza maggiore conseguenti alla guerra in corso, rese tuttavia impossibile alle toscane la prosecuzione nella fase interregionale.
Infine il campionato romano, iniziato per primo il 4 dicembre 1943 e disputato da 10 squadre, si concluse con la vittoria della Lazio il 28 maggio 1944 (rimaneva una partita da recuperare, ininfluente, tra la Tirrenia e la Juventus di Roma). Tuttavia la liberazione di Roma (4-5 giugno 1944) impedì alla Lazio di partecipare al girone finale del campionato di guerra. Il Comitato Regionale Laziale della FIGC del Regno del Sud fece disputare l'unica partita ancora non recuperata il 2 luglio 1944 e concluse anche il "Torneo a quattro" (al quale erano state ammesse le prime quattro qualificate del Campionato romano) iniziato sotto il Direttorio regionale della RSI il 2 giugno.

#### Le semifinali
Le dodici semifinaliste furono suddivise in tre gironi da quattro: il girone A (Piemonte-Liguria-Lombardia), il girone B (Veneto-Venezia Giulia) e il girone C (Emilia-Toscana). La consulta della FIGC respinse le richieste del Liguria, della Biellese e del Genova 1893 tendenti ad ottenere il ripescaggio nelle semifinali. La gestione delle semifinali fu affidata a delle Commissioni nominate dalla Federazione, una per girone, le quali potevano giudicare anche i reclami di prima istanza. A causa del protrarsi dei campionati regionali nell'Emilia e nella Toscana, in un primo momento furono istituite soltanto le commissioni per il Girone A e il Girone B. La commissione per il Girone C fu istituita solo successivamente.
Il girone A (quello ligure-lombardo-piemontese) fu il più equilibrato. Nella prima giornata terminò l'imbattibilità del Torino, che perse per 3-1 contro i rivali concittadini della Juventus, subendo così la prima sconfitta stagionale; nel frattempo l'Ambrosiana-Inter veniva fermata sul pari (2-2) dal Varese. Nella giornata successiva i granata ritrovarono la vittoria imponendosi per 2-1 sul Varese, mentre all'Arena la Juventus, a causa di un gol subito allo scadere e di alcuni contestati episodi arbitrali (due espulsioni e due gol annullati), fu sconfitta tra le polemiche dall'Ambrosiana-Inter per 2-1, venendo sorpassata dai nerazzurri. I bianconeri recriminarono per i presunti errori arbitrali a favore dell'Ambrosiana-Inter nelle prime due giornate e tentarono di ottenere una riduzione delle pesanti squalifiche inflitte dalla Federazione a tre giocatori juventini per le minacce rivolte all'arbitro; senza i tre squalificati la Juventus fu sconfitta, ancora una volta allo scadere, per 2-1 dal Varese, mentre il Torino sorpassava i nerazzurri in vetta alla classifica travolgendoli per 6-2. Il pareggio dei granata nella stracittadina di ritorno (3-3) permise all'Ambrosiana-Inter, vittoriosa per 3-0 sul Varese, di agganciarli in vetta, ma la sconfitta dei nerazzurri contro i bianconeri (1-0) nella giornata successiva permise al Torino, vittorioso per 6-0 sul Varese, di arrivare all'ultima giornata con due punti di vantaggio sulle due rivali. All'ultima giornata, pareggiando per 3-3 con i nerazzurri, il Torino chiuse in vetta il girone con un punto di vantaggio sui bianconeri (vittoriosi per 6-1 sul Varese) qualificandosi alla finale. Tuttavia, se il Torino non avesse pareggiato nel finale e avesse perso per 3-2, si sarebbe dovuto disputare lo spareggio tra bianconeri e granata, a pari punti e con stesso quoziente reti. Il gol del pareggio torinista siglato nel finale fu paragonato dalla Stampa dell'epoca al gol giunto nel finale dell'ultima giornata del campionato precedente che aveva permesso ai granata di vincere il campionato a scapito del Livorno.
Il girone B (quello veneto-giuliano) si ridusse a tre squadre a causa del ritiro del Verona. Dopo aver pareggiato a reti bianche con la Triestina, il Venezia balzò in vetta espugnando di misura il campo dell'Ampelea di Isola d'Istria in una partita in cui gli istriani avrebbero meritato quantomeno il pareggio potendo peraltro recriminare per la mancata concessione di un rigore da parte dell'arbitro. La Triestina perse l'occasione di agganciare in vetta i lagunari perdendo l'ultima partita del girone di andata con l'Ampelea, incontro caratterizzato dal gioco molto duro e degenerato in una rissa punita con pesanti squalifiche. Nel girone di ritorno, dopo un ulteriore pareggio a reti bianche con i triestini (privi dei giocatori squalificati), il Venezia disputò lo scontro decisivo con l'Ampelea, indietro di due punti e anch'esso penalizzato dalle squalifiche. Il risultato si mantenne in parità fino a nove minuti dal termine, quando i lagunari sbloccarono il risultato con una rete contestata dagli istriani che ne chiesero invano l'annullamento per fuorigioco per poi ritirarsi in segno di protesta; la Federazione assegnò la vittoria a tavolino al Venezia, che così si qualificò matematicamente alle finali. L'ultima partita ininfluente, tra Ampelea e Triestina, fu vinta a tavolino dagli istriani per forfait della squadra avversaria.
Il girone C (quello tosco-emiliano) fu rivoluzionato dalla Federazione. Invece di far scontrare in un girone all'italiana a quattro squadre le qualificate Bologna, Spezia, Montecatini e Lucchese, la Federazione decise di adottare il meccanismo dell'eliminazione diretta con semifinali tra squadre corregionali e finale in campo neutro, in modo da abbreviare il campionato e ridurre le trasferte rese sempre più difficoltose dalla guerra. Di fatto però lo scontro tra Bologna e Spezia era già previsto dal Direttorio Emiliano come finale regionale e fu organizzato dal direttorio regionale stesso (invece che dalla commissione a cui era affidata la gestione del girone interzonale C). L'andata tra Bologna e Vigili del Fuoco della Spezia si disputò l'11 giugno, con i felsinei penalizzati da numerose assenze forzate e costretti a giocare fin dall'inizio in 10 contro 11, e fu interrotto per incidenti a pochi minuti dal termine per l'invasione di campo del pubblico felsineo per protestare per la convalida del gol del vantaggio spezzino (a loro dire da annullare per una sospetta posizione di fuorigioco). Il ritorno fu rinviato di una settimana per dare il tempo al Direttorio emiliano di emettere le sue sentenze, e alla fine fu decretata la vittoria a tavolino in favore dello Spezia e la squalifica di una giornata di tre giocatori bolognesi e un calciatore spezzino. In segno di protesta, il Bologna disertò l'incontro di ritorno, sicché i Vigili del Fuoco della Spezia furono proclamati d'ufficio Campioni emiliani dal direttorio regionale. A questo punto, il 2 luglio 1944 lo Spezia avrebbe dovuto confrontarsi con la Lucchese (che apparentemente aveva passato il turno col Montecatini, non è da escludere per forfait) ma la squadra toscana, non potendo trasferirsi per cause di forza maggiore conseguenti alla guerra, dovette ritirarsi dal campionato. Lo Spezia fu così direttamente ammesso al girone finale.

#### Le finali

##### Il triangolare

Una concitata fase di gioco del triangolare finale all'Arena di Milano

In finale giunsero il Venezia, il Torino FIAT e il 42º Corpo VVFF La Spezia. I veneti non erano più l'ottima squadra capace di conquistare il terzo posto nel campionato di due anni prima; i piemontesi, invece, erano il "Grande Torino" campione d'Italia in carica, destinato a conquistare altri quattro scudetti nel dopoguerra, prima della tragedia di Superga. La vera sorpresa era comunque costituita dalla squadra dei Vigili del Fuoco di La Spezia. Questa compagine era nata dai resti dello Spezia Calcio, il quale aveva sospeso l'attività in seguito all'arresto e all'invio nei campi di concentramento in Germania del presidente Coriolano Perioli. Giacomo Semorile, l'unico dirigente rimasto, decise allora di contattare il comandante dei Vigili del Fuoco cittadini, l'ing. Gandino, per allestire una squadra in grado di affrontare il campionato di guerra. Nacque così il Gruppo Sportivo 42º Corpo dei Vigili del Fuoco, un nuovo club che ereditò tutti i giocatori dallo Spezia promettendone la restituzione al termine del conflitto.
Le partite finali vennero disputate all'Arena di Milano, quasi sempre semideserta per il timore di possibili rastrellamenti da parte dei tedeschi. In caso di arrivo a pari punti vigeva il quoziente reti. Il 9 luglio 1944 si svolse la prima sfida che si concluse con il pareggio tra VVFF Spezia e Venezia per 1-1, risultato che sembrava spianare la strada al Torino per la conquista del secondo titolo consecutivo dopo quello della stagione 1942-1943. Nello stesso giorno la squadra granata era tuttavia stata a Trieste per disputare, nelle vesti della Rappresentativa Piemonte, una partita amichevole contro la Rappresentativa Venezia Giulia, inizialmente in programma il 2 luglio ma rinviata dalla Federazione; i granata avevano richiesto l'annullamento di tale incontro perché di scarso interesse ma soprattutto per le difficoltà della trasferta, ma la FIGC fu inflessibile e il Torino fu costretto a partire per Trieste venerdì 7 arrivando appena in tempo per la partita (terminata 2-2).
Il Torino risentì del lungo viaggio, che si protrasse per sette giorni tra andata e ritorno, e al ritorno in sede giovedì mattina i granata ebbero appena un giorno di tempo per riposarsi e per ripartire per Milano, dove il 16 era in programma lo scontro con lo Spezia. La Federazione a dire il vero, su pressioni del CONI, voleva accelerare la disputa delle finali anticipando le partite Spezia-Torino al 13 e Torino-Venezia al 16, ma la proposta trovò il netto rifiuto dei granata, anche a causa delle traversie nella trasferta in Venezia Giulia. Il Torino disputò la partita contro i Vigili del Fuoco, anticipata di due ore (dalle 17 alle 15) per le contingenze, in condizioni fisiche non ottimali a causa della stanchezza per la lunga trasferta triestina. I bianconeri inflissero, così, ai granata un'inattesa sconfitta per 2-1, estromettendoli dalla lotta per il titolo. Rimanevano ancora in corsa i lagunari, i quali potevano ancora aggiudicarsi il titolo in caso di vittoria nello scontro del 20 luglio con i demotivati granata con un punteggio tale da superare nel quoziente reti gli spezzini: il Torino, tuttavia, giocò con impegno travolgendo il Venezia per 5-2, successo che decretò il sorprendente primo posto dei Vigili del Fuoco spezzini.
Fondamentale per il successo spezzino fu la tattica per l'epoca innovativa di Ottavio Barbieri, il cosiddetto "catenaccio" (introdotto in Italia solo due anni prima dall'allenatore della Triestina Mario Villini): Persia I, giocando nel ruolo di libero (o "terzino di posizione"), diede maggiore solidità alla difesa spezzina contribuendo in maniera decisiva (insieme all'ottima prestazione in marcatura dell'interno Tommaseo) all'inattesa vittoria contro i granata.

##### Il disconoscimento del titolo
Secondo un articolo dell'Unità del 2002, l'impresa dello Spezia sarebbe stata macchiata dalla presunta posizione irregolare del centravanti ligure Sergio Angelini (autore della doppietta decisiva nello scontro diretto), il quale giocò le ultime due partite del campionato nonostante una precedente squalifica di una giornata: tali infrazioni sarebbero potute costare allo Spezia la perdita a tavolino delle partite incriminate, con conseguente riassegnazione del titolo ai granata. Considerato che Angelini fu squalificato per una giornata immediatamente dopo la finale emiliana d'andata contro il Bologna, la controversia consiste sul se, in base al regolamento dell'epoca, fosse lecito o meno conteggiare ai fini della squalifica la partita di ritorno vinta a tavolino per forfait dei felsinei. Poiché la Federazione non prese alcun provvedimento sanzionatorio nei riguardi dagli spezzini, è ragionevole supporre che ad essere corretta sia proprio la seconda ipotesi, ovvero che la squalifica di Angelini venne ritenuta scontata in occasione del 2-0 d'ufficio ottenuto contro il Bologna.
L'esito del torneo, inoltre, fu contestato dai dirigenti piemontesi (e dalla stampa loro vicina) che sostennero che il torneo fosse stato falsato dagli errori della Federazione che costrinse i granata a una lunga e spossante trasferta a Trieste per disputare un'inutile amichevole proprio alcuni giorni prima lo scontro decisivo contro lo Spezia, che fu di conseguenza disputato dai piemontesi in condizioni atletiche non ottimali e perciò perso; fu contestata anche la formula del girone semplice con cui furono disputate le finali che fece sì che bastasse al Torino una sconfitta nel girone finale per essere estromesso dalla lotta al titolo senza più alcuna possibilità di recupero, vanificando tutto il ruolino di marcia precedente. In risposta a tali recriminazioni, i filospezzini fecero notare le disavventure occorse agli spezzini in quei giorni, dal bombardamento di Brescia a cui scamparono per miracolo, al viaggio di Turi e Angelini per informare le loro famiglie che erano ancora vivi tornando poi in tempo per la partita contro i granata (Il Lavoro del 20 luglio 1944 riferisce di un viaggio Milano-Genova-Viareggio e ritorno di alcuni giocatori spezzini che poi batterono il Torino, forse riferendosi a ciò).
In ogni caso il giorno 17 luglio, dopo la vittoria dei Vigili del Fuoco sul Torino, la FIGC fascista, oltre a stabilire dei premi in denaro per le prime tre classificate (25.000 lire per la prima classificata, 20.000 per la seconda e 15.000 per la terza), dichiarò, in contraddizione con quanto predisposto all'inizio della competizione, che alla squadra prima classificata sarebbe stata consegnata la Coppa Federale del campionato di guerra e non il regolare trofeo abbinato al campionato nazionale. Infine l'8 agosto, a torneo concluso, un ulteriore comunicato della FIGC, premettendo che nella stagione 1943-44 non era stato possibile disputare un regolare campionato nazionale secondo le norme usuali, sancì che il possesso dello scudetto sarebbe rimasto appannaggio del Torino (campione d'Italia nella Serie A 1942-1943), mentre ai VVFF Spezia venne assegnato il titolo di vincitori del campionato di guerra.

### L'assegnazione deltitolo onorificoallo Spezia

#### La rivendicazione spezzina
Fino alle battute conclusive del torneo, in cui i VVFF risultarono inaspettatamente primi, sia gli organi federali controllati dalla Repubblica Sociale Italiana, sia le principali pubblicazioni sportive (in particolare la Gazzetta dello Sport e il Guerin Sportivo), definirono la Divisione Nazionale 1944 "campionato italiano" e il titolo in palio "scudetto". La FIGC fascista, tuttavia, rinnegò la manifestazione con i succitati comunicati del 17 luglio e dell'8 agosto. Inoltre il Regno d'Italia, col decreto legislativo luogotenenziale nº 249 del 5 ottobre 1944, dichiarò privo di ogni valore giuridico qualsiasi atto di nomina del governo della RSI; specificamente, annullò e rese illegittimi ab initio i mandati di Ettore Rossi e di Puccio Pucci alla guida del CONI, nonché i conseguenti incarichi di Rossi e di Ferdinando Pozzani in FIGC. L'organizzazione di un campionato da parte di questi soggetti, perciò, divenne essa stessa non legale.
Parallelamente alle decisioni istituzionali, negli anni successivi alla conclusione delle ostilità belliche si aprì un dibattito sul valore della competizione: i difensori della delegittimazione del torneo sostenevano che il campionato fosse irregolare sia nella forma che nella sostanza, in quanto organizzato dalla RSI a fini propagandistici, e non degno di essere considerato una manifestazione a carattere nazionale, per via dell'assenza di gran parte dei club dell'Italia Centrale e di tutti quelli dell'Italia meridionale. D'altro canto, i filospezzini replicavano insinuando che il disconoscimento del campionato fu causato in primis dai malumori provenienti dagli influenti ambienti dirigenziali del Torino, e contestando che la mancanza di sodalizi del Centro-Sud fosse un elemento rilevante, dato che nei tornei italiani più antichi parteciparono solo squadre del Nord Italia.
Alla ripresa dei campionati regolari, nel 1945, quando furono creati i gironi di Serie A e B, la Federazione inserì lo Spezia tra le squadre aventi diritto alla Serie B insieme ai concittadini dell'ENAL Comunale Spezia (la quale tuttavia cedette poco dopo il titolo sportivo all'Ausonia La Spezia). L'Associazione Calcio Spezia chiese alla FIGC di essere ammessa di diritto nella massima divisione in virtù del sesto posto in classifica in Serie B nel 1942-1943 e, soprattutto, del campionato di guerra vinto dal G.S. 42º Corpo Vigili del Fuoco, con il quale era in procinto di fondersi. La FIGC non recedette dalle sue posizioni e, per di più, qualche tempo dopo annullò per motivi burocratici la fusione tra i VVFF Spezia e l'A.C. Spezia (a causa del mancato pagamento da parte dei Vigili del Fuoco della tassa di affiliazione alla Federazione). Il club, duramente provato dalle difficoltà dell'epoca e pur mantenendo il titolo per partecipare alla serie cadetta, si iscrisse in segno di protesta al campionato di Prima Divisione ligure lasciando la sola Ausonia Spezia a rappresentare la città nel campionato cadetto. Infine, a partire dalla stagione 1946-1947, lo Spezia ritornò a disputare la Serie B, dopo il mancato accoglimento della proposta di allargare la Serie A 1946-1947 a 22 squadre con l'ammissione di Andrea Doria e Spezia.

#### La decisione finale della FIGC

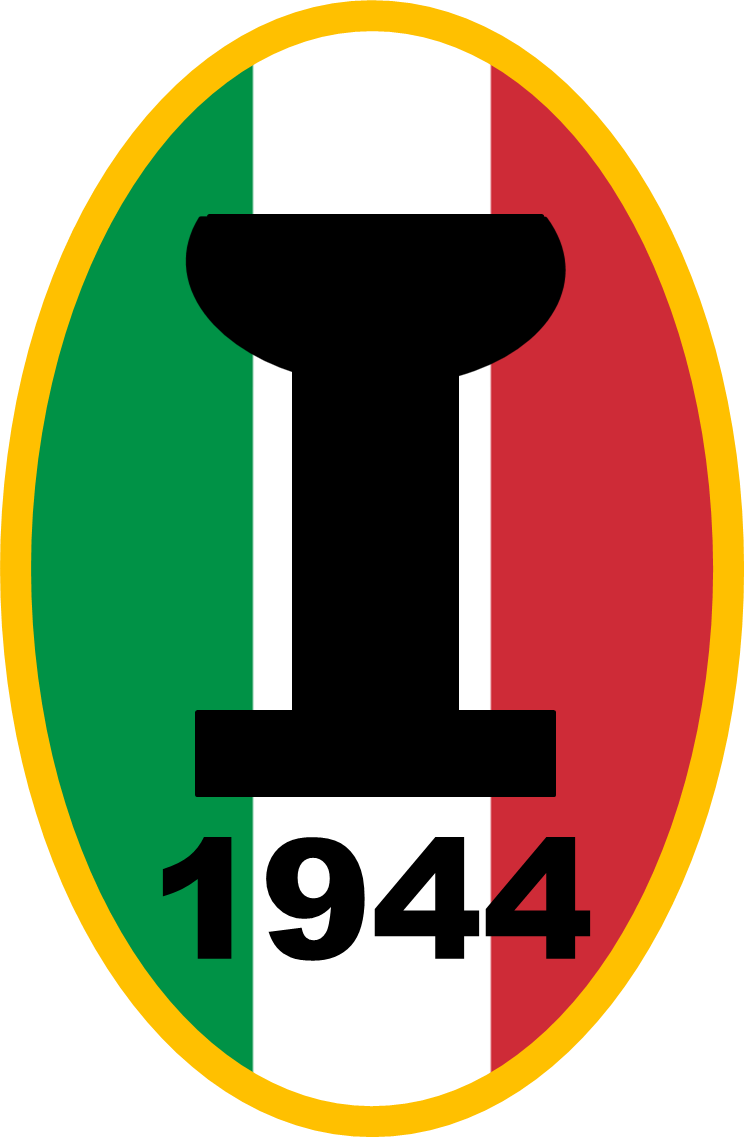
La patch del titolo onorifico vinto dai VVFF Spezia nel 1944, che lo Spezia Calcio sfoggia dal 2002 sulle proprie divise.

Nei successivi cinquant'anni la FIGC confermò la non ufficialità della manifestazione. La denominazione "Divisione Nazionale", con la quale essa era indicata all'epoca nei documenti federali, cadde nel dimenticatoio, sostituita dalla definizione informale "Campionato Alta Italia" (adottata presumibilmente in analogia col nome della fase settentrionale del torneo di Divisione Nazionale 1945-1946).
Tuttavia, dopo ricerche giornalistiche, come quella a opera del Secolo XIX, e petizioni delle autorità spezzine, in particolare dell'allora sindaco Giorgio Pagano, il 14 aprile 2000 la FIGC istituì appositamente una commissione allo scopo di esaminare la richiesta ufficiale dello Spezia di assegnazione dello scudetto 1943-1944. Al termine dei lavori della commissione, il 22 gennaio 2002 la Federazione, pur non riconoscendo il torneo quale un'edizione del campionato italiano di calcio, ha parzialmente accolto le istanze dello Spezia Calcio, assegnandogli un titolo sportivo onorifico – ovvero un titolo ufficiale del calcio italiano, ma non equiparabile allo "scudetto" – per la vittoria del campionato di guerra 1944, con una menzione particolare allo spirito di sportività con cui gli atleti bianconeri affrontarono le difficoltà di un periodo storico in cui l'Italia era lacerata dalla guerra civile. Oltre all'attribuzione del titolo onorifico, è stata conferita allo Spezia la possibilità di apporre permanentemente sulle divise sociali un distintivo speciale in ricordo di quella vittoria; questa concessione costituisce un fatto molto raro: sono infatti poche le squadre che possono vantare l'esposizione perpetua di un titolo sulla propria maglia – essi sono per lo più dei simboli internazionali, come la stella o il multiple-winner badge.
Ulteriore particolarità del riconoscimento è il fatto che la FIGC ha attribuito alla squadra spezzina un titolo in realtà vinto dal G.S. 42º Corpo dei Vigili del Fuoco, cioè una società de iure differente dallo Spezia. Lo Spezia, insomma, può fregiarsi della vittoria di un campionato a cui, tecnicamente, non ha mai partecipato, sebbene bisogna constatare che il 42º Corpo dei Vigili del Fuoco rilevò e schierò gli stessi giocatori del club ligure (oltre a calciatori provenienti da altre compagini), e quindi de facto i due sodalizi tendevano a coincidere.
Nel 2019, in seguito all'istituzione da parte della FIGC di una commissione ad hoc per analizzare, con approccio storico-scientifico, le petizioni relative alle assegnazioni dei titoli dei campionati 1914-1915, 1924-1925 e 1926-1927, anche lo Spezia, appoggiato dal Comune, è tornato a chiedere una revisione per il caso del campionato 1944, volta alla «consacrazione di scudetto vero e proprio» per il torneo in esame.

## Eliminatorie regionali

### Piemonte e Liguria

#### Squadre partecipanti
| Club               | Stagione | Città                  | Stadio                             | Stagione precedente                                                       |
| ------------------ | -------- | ---------------------- | ---------------------------------- | ------------------------------------------------------------------------- |
| Alessandria        | dettagli | Alessandria            | Campo del Littorio                 | 12º posto in Serie B                                                      |
| Asti               | dettagli | Asti                   | Stadio Comunale                    | Esclusa dal girone E di serie C dopo quattro rinunce a scendere in campo. |
| Biellese           | dettagli | Biella (VC)            | Stadio Lamarmora                   | 4º posto nel girone finale A della Serie C                                |
| Casale             | dettagli | Casale Monferrato (AL) | Stadio Natale Palli                | 4º posto nel girone E della Serie C                                       |
| Cuneo              | dettagli | Cuneo                  | Stadio Fratelli Paschiero          | 3º posto nel girone E della Serie C                                       |
| Genova 1893        | dettagli | Genova                 | Stadio Luigi Ferraris              | 5º posto in Serie A                                                       |
| Juventus Cisitalia | dettagli | Torino                 | Stadio Municipale Benito Mussolini | 3º posto in Serie A                                                       |
| Liguria            | dettagli | Genova                 | Stadio del Littorio                | 16º posto in Serie A                                                      |
| Novara             | dettagli | Novara                 | Stadio del Littorio                | 16º posto in Serie B                                                      |
| Torino FIAT        | dettagli | Torino                 | Motovelodromo di Corso Casale      | 1º posto in Serie A                                                       |

#### Classifica
Campionato I Zona Piemonte-Liguria 1944
|  | Pos. | Squadra                | Pt | G  | V  | N | P  | GF | GS |
|  | ---- | ---------------------- | -- | -- | -- | - | -- | -- | -- |
|  | 1.   | (A) Torino FIAT        | 34 | 18 | 16 | 2 | 0  | 78 | 19 |
|  | 2.   | (A) Juventus Cisitalia | 27 | 18 | 12 | 3 | 3  | 44 | 25 |
|  | 3.   | (C) Biellese           | 24 | 18 | 12 | 0 | 6  | 44 | 32 |
|  | 4.   | (A) Liguria            | 23 | 18 | 10 | 3 | 5  | 40 | 25 |
|  | 5.   | (A) Genova 1893        | 20 | 18 | 9  | 2 | 7  | 34 | 31 |
|  | 6.   | (B) Novara             | 17 | 18 | 8  | 1 | 9  | 28 | 33 |
|  | 7.   | (C) Asti               | 13 | 18 | 5  | 3 | 10 | 21 | 36 |
|  | 8.   | (C) Casale             | 10 | 18 | 4  | 2 | 12 | 20 | 37 |
|  | 8.   | (B) Alessandria        | 10 | 18 | 4  | 2 | 12 | 13 | 46 |
|  | 10.  | (C) Cuneo              | 2  | 18 | 1  | 0 | 17 | 8  | 46 |

Verdetti
- Torino FIAT Campione piemontese 1944
- Torino FIAT e Juventus Cisitalia qualificate alle semifinali interregionali.

#### Risultati
| andata (1ª) | andata (1ª) | 1ª giornata          | ritorno (10ª) | ritorno (10ª) |
|             |             |                      |               |               |
| 16 gen.     | 2-2         | Alessandria-Juventus | 0-4           | 19 mar.       |
| 16 gen.     | 5-4         | Biellese-Liguria     | 0-2           | 19 mar.       |
| 3 feb.      | 2-0         | Genova 1893-Casale   | 2-0           | 19 mar.       |
| 16 gen.     | 2-0         | Novara-Cuneo         | 2-0           | 19 mar.       |
| 2 feb.      | 6-1         | Torino-Asti          | 4-0           | 19 mar.       |

| andata (2ª) | andata (2ª) | 2ª giornata          | ritorno (11ª) | ritorno (11ª) |
|             |             |                      |               |               |
| 17 feb.     | 0-1         | Asti-Alessandria     | 3-1           | 26 mar.       |
| 23 gen.     | 0-2         | Cuneo-Biellese       | 0-2           | 26 mar.       |
| 23 gen.     | 2-2         | Casale-Novara        | 0-2           | 26 mar.       |
| 23 gen.     | 3-1         | Juventus-Genova 1893 | 0-2           | 26 mar.       |
| 23 gen.     | 1-2         | Liguria-Torino       | 2-3           | 26 mar.       |

| andata (1ª) | andata (1ª) | 1ª giornata          | ritorno (10ª) | ritorno (10ª) |
|             |             |                      |               |               |
| 16 gen.     | 2-2         | Alessandria-Juventus | 0-4           | 19 mar.       |
| 16 gen.     | 5-4         | Biellese-Liguria     | 0-2           | 19 mar.       |
| 3 feb.      | 2-0         | Genova 1893-Casale   | 2-0           | 19 mar.       |
| 16 gen.     | 2-0         | Novara-Cuneo         | 2-0           | 19 mar.       |
| 2 feb.      | 6-1         | Torino-Asti          | 4-0           | 19 mar.       |

| andata (2ª) | andata (2ª) | 2ª giornata          | ritorno (11ª) | ritorno (11ª) |
|             |             |                      |               |               |
| 17 feb.     | 0-1         | Asti-Alessandria     | 3-1           | 26 mar.       |
| 23 gen.     | 0-2         | Cuneo-Biellese       | 0-2           | 26 mar.       |
| 23 gen.     | 2-2         | Casale-Novara        | 0-2           | 26 mar.       |
| 23 gen.     | 3-1         | Juventus-Genova 1893 | 0-2           | 26 mar.       |
| 23 gen.     | 1-2         | Liguria-Torino       | 2-3           | 26 mar.       |

| andata (3ª) | andata (3ª) | 3ª giornata             | ritorno (12ª) | ritorno (12ª) |
|             |             |                         |               |               |
| 30 gen.     | 0-0         | Asti-Liguria            | 0-4           | 2 apr.        |
| 30 gen.     | 3-0         | Genova 1893-Alessandria | 2-0           | 2 apr.        |
| 30 gen.     | 4-3         | Biellese-Casale         | 2-0           | 2 apr.        |
| 30 gen.     | 1-2         | Novara-Juventus         | 0-2           | 2 apr.        |
| 30 gen.     | 4-0         | Torino-Cuneo            | 3-0           | 2 apr.        |

| andata (4ª) | andata (4ª) | 4ª giornata        | ritorno (13ª) | ritorno (13ª) |
|             |             |                    |               |               |
| 6 feb.      | 1-0         | Alessandria-Novara | 1-3           | 9 apr.        |
| 6 feb.      | 1-4         | Casale-Torino      | 4-5           | 9 apr.        |
| 6 feb.      | 1-1         | Genova 1893-Asti   | 3-1           | 9 apr.        |
| 6 feb.      | 0-2         | Cuneo-Liguria      | 0-2           | 9 apr.        |
| 6 feb.      | 3-2         | Juventus-Biellese  | 2-1           | 9 apr.        |

| andata (3ª) | andata (3ª) | 3ª giornata             | ritorno (12ª) | ritorno (12ª) |
|             |             |                         |               |               |
| 30 gen.     | 0-0         | Asti-Liguria            | 0-4           | 2 apr.        |
| 30 gen.     | 3-0         | Genova 1893-Alessandria | 2-0           | 2 apr.        |
| 30 gen.     | 4-3         | Biellese-Casale         | 2-0           | 2 apr.        |
| 30 gen.     | 1-2         | Novara-Juventus         | 0-2           | 2 apr.        |
| 30 gen.     | 4-0         | Torino-Cuneo            | 3-0           | 2 apr.        |

| andata (4ª) | andata (4ª) | 4ª giornata        | ritorno (13ª) | ritorno (13ª) |
|             |             |                    |               |               |
| 6 feb.      | 1-0         | Alessandria-Novara | 1-3           | 9 apr.        |
| 6 feb.      | 1-4         | Casale-Torino      | 4-5           | 9 apr.        |
| 6 feb.      | 1-1         | Genova 1893-Asti   | 3-1           | 9 apr.        |
| 6 feb.      | 0-2         | Cuneo-Liguria      | 0-2           | 9 apr.        |
| 6 feb.      | 3-2         | Juventus-Biellese  | 2-1           | 9 apr.        |

| andata (5ª) | andata (5ª) | 5ª giornata          | ritorno (14ª) | ritorno (14ª) |
|             |             |                      |               |               |
| 13 feb.     | 3-2         | Asti-Cuneo           | 2-0           | 16 apr.       |
| 13 feb.     | 5-1         | Biellese-Alessandria | 4-0           | 16 apr.       |
| 13 feb.     | 0-0         | Liguria-Casale       | 4-2           | 16 apr.       |
| 13 feb.     | 2-1         | Novara-Genova 1893   | 1-2           | 16 apr.       |
| 13 feb.     | 5-0         | Torino-Juventus      | 0-0           | 16 apr.       |

| andata (6ª) | andata (6ª) | 6ª giornata          | ritorno (15ª) | ritorno (15ª) |
|             |             |                      |               |               |
| 20 feb.     | 0-4         | Alessandria-Torino   | 0-7           | 23 apr.       |
| 20 feb.     | 2-0         | Casale-Cuneo         | 2-0           | 23 apr.       |
| 20 feb.     | 1-2         | Genova 1893-Biellese | 1-3           | 23 apr.       |
| 20 feb.     | 4-3         | Juventus-Liguria     | 3-4           | 23 apr.       |
| 20 feb.     | 1-0         | Novara-Asti          | 2-4           | 23 apr.       |

| andata (5ª) | andata (5ª) | 5ª giornata          | ritorno (14ª) | ritorno (14ª) |
|             |             |                      |               |               |
| 13 feb.     | 3-2         | Asti-Cuneo           | 2-0           | 16 apr.       |
| 13 feb.     | 5-1         | Biellese-Alessandria | 4-0           | 16 apr.       |
| 13 feb.     | 0-0         | Liguria-Casale       | 4-2           | 16 apr.       |
| 13 feb.     | 2-1         | Novara-Genova 1893   | 1-2           | 16 apr.       |
| 13 feb.     | 5-0         | Torino-Juventus      | 0-0           | 16 apr.       |

| andata (6ª) | andata (6ª) | 6ª giornata          | ritorno (15ª) | ritorno (15ª) |
|             |             |                      |               |               |
| 20 feb.     | 0-4         | Alessandria-Torino   | 0-7           | 23 apr.       |
| 20 feb.     | 2-0         | Casale-Cuneo         | 2-0           | 23 apr.       |
| 20 feb.     | 1-2         | Genova 1893-Biellese | 1-3           | 23 apr.       |
| 20 feb.     | 4-3         | Juventus-Liguria     | 3-4           | 23 apr.       |
| 20 feb.     | 1-0         | Novara-Asti          | 2-4           | 23 apr.       |

| andata (7ª) | andata (7ª) | 7ª giornata         | ritorno (16ª) | ritorno (16ª) |
|             |             |                     |               |               |
| 27 feb.     | 0-1         | Asti-Casale         | 2-0           | 30 apr.       |
| 27 feb.     | 3-2         | Biellese-Novara     | 1-2           | 30 apr.       |
| 27 feb.     | 0-2         | Cuneo-Juventus      | 1-6           | 30 apr.       |
| 27 feb.     | 4-1         | Liguria-Alessandria | 0-0           | 21 mag.       |
| 27 feb.     | 7-1         | Torino-Genova 1893  | 4-4           | 30 apr.       |

| andata (8ª) | andata (8ª) | 8ª giornata         | ritorno (17ª) | ritorno (17ª) |
|             |             |                     |               |               |
| 5 mar.      | 2-0         | Alessandria-Cuneo   | 2-3           | 7 mag.        |
| 5 mar.      | 1-3         | Genova 1893-Liguria | 1-2           | 7 mag.        |
| 5 mar.      | 3-0         | Biellese-Asti       | 3-2           | 7 mag.        |
| 5 mar.      | 5-1         | Juventus-Casale     | 2-0           | 7 mag.        |
| 5 mar.      | 1-3         | Novara-Torino       | 2-8           | 7 mag.        |

| andata (7ª) | andata (7ª) | 7ª giornata         | ritorno (16ª) | ritorno (16ª) |
|             |             |                     |               |               |
| 27 feb.     | 0-1         | Asti-Casale         | 2-0           | 30 apr.       |
| 27 feb.     | 3-2         | Biellese-Novara     | 1-2           | 30 apr.       |
| 27 feb.     | 0-2         | Cuneo-Juventus      | 1-6           | 30 apr.       |
| 27 feb.     | 4-1         | Liguria-Alessandria | 0-0           | 21 mag.       |
| 27 feb.     | 7-1         | Torino-Genova 1893  | 4-4           | 30 apr.       |

| andata (8ª) | andata (8ª) | 8ª giornata         | ritorno (17ª) | ritorno (17ª) |
|             |             |                     |               |               |
| 5 mar.      | 2-0         | Alessandria-Cuneo   | 2-3           | 7 mag.        |
| 5 mar.      | 1-3         | Genova 1893-Liguria | 1-2           | 7 mag.        |
| 5 mar.      | 3-0         | Biellese-Asti       | 3-2           | 7 mag.        |
| 5 mar.      | 5-1         | Juventus-Casale     | 2-0           | 7 mag.        |
| 5 mar.      | 1-3         | Novara-Torino       | 2-8           | 7 mag.        |

| \| andata (9ª) \| andata (9ª) \| 9ª giornata \| ritorno (18ª) \| ritorno (18ª) \| \| \| \| \| \| \| \| 12 mar. \| 2-0 \| Casale-Alessandria \| 0-1 \| 14 mag. \| \| 12 mar. \| 0-2 \| Asti-Juventus \| 2-2 \| 14 mag. \| \| 12 mar. \| 7-1 \| Torino-Biellese \| 2-1 \| 14 mag. \| \| 12 mar. \| 0-3 \| Cuneo-Genova 1893 \| 2-3 \| 14 mag. \| \| 12 mar. \| 1-0 \| Liguria-Novara \| 2-3 \| 14 mag. \| |             |                    |               |               |
| andata (9ª) | andata (9ª) | 9ª giornata        | ritorno (18ª) | ritorno (18ª) |
| |             |                    |               |               |
| 12 mar. | 2-0         | Casale-Alessandria | 0-1           | 14 mag.       |
| 12 mar. | 0-2         | Asti-Juventus      | 2-2           | 14 mag.       |
| 12 mar. | 7-1         | Torino-Biellese    | 2-1           | 14 mag.       |
| 12 mar. | 0-3         | Cuneo-Genova 1893  | 2-3           | 14 mag.       |
| 12 mar. | 1-0         | Liguria-Novara     | 2-3           | 14 mag.       |

| andata (9ª) | andata (9ª) | 9ª giornata        | ritorno (18ª) | ritorno (18ª) |
|             |             |                    |               |               |
| 12 mar.     | 2-0         | Casale-Alessandria | 0-1           | 14 mag.       |
| 12 mar.     | 0-2         | Asti-Juventus      | 2-2           | 14 mag.       |
| 12 mar.     | 7-1         | Torino-Biellese    | 2-1           | 14 mag.       |
| 12 mar.     | 0-3         | Cuneo-Genova 1893  | 2-3           | 14 mag.       |
| 12 mar.     | 1-0         | Liguria-Novara     | 2-3           | 14 mag.       |

Sentenze del Direttorio I Zona
- Il Cuneo perse le seguenti partite a tavolino per tesseramenti irregolari: Novara-Cuneo 0-0, Cuneo-Biellese 1-2, Cuneo-Liguria 1-1, Casale-Cuneo 1-1, Alessandria-Cuneo 1-1, Cuneo-Novara 3-0, Biellese-Cuneo 2-1, Liguria-Cuneo 3-1, Cuneo-Asti 1-1, Cuneo-Casale 2-1.
- Il Casale perse le seguenti partite a tavolino per tesseramenti irregolari: Casale-Genova 1-0, Novara-Casale 1-0, Casale-Biellese 4-2, Casale-Asti 1-0, Casale-Juventus 1-1.

### Lombardia

#### Squadre partecipanti
| Club             | Stagione | Città         | Stadio                 | Stagione precedente                                    |
| ---------------- | -------- | ------------- | ---------------------- | ------------------------------------------------------ |
| Ambrosiana-Inter | dettagli | Milano        | Arena Civica           | 4º posto in Serie A                                    |
| Atalanta         | dettagli | Bergamo       | Stadio Mario Brumana   | 9º posto in Serie A                                    |
| Brescia          | dettagli | Brescia       | Stadium di viale Piave | 2º posto in Serie B                                    |
| Cremonese        | dettagli | Cremona       | Stadio Giovanni Zini   | 7º posto in Serie B                                    |
| Fanfulla         | dettagli | Lodi          | Stadio Dossenina       | 8º posto in Serie B                                    |
| Milano           | dettagli | Milano        | Arena Civica           | 6º posto in Serie A                                    |
| Pro Patria       | dettagli | Busto Arsizio | Stadio Bruno Mussolini | 4º posto in Serie B                                    |
| Varese           | dettagli | Varese        | Stadio del Littorio    | 1º nel girone D della Serie C. 1º nel girone finale A. |

#### Classifica
Campionato Lombardo 1944
|  | Pos. | Squadra              | Pt | G  | V  | N | P | GF | GS |
|  | ---- | -------------------- | -- | -- | -- | - | - | -- | -- |
|  | 1.   | (A) Ambrosiana-Inter | 21 | 14 | 10 | 1 | 3 | 30 | 13 |
|  | 2.   | (B) Varese           | 16 | 14 | 6  | 4 | 4 | 26 | 20 |
|  | 3.   | (A) Brescia          | 16 | 14 | 7  | 2 | 5 | 24 | 20 |
|  | 4.   | (B) Fanfulla         | 15 | 14 | 5  | 5 | 4 | 17 | 17 |
|  | 5.   | (A) Milano           | 13 | 14 | 5  | 3 | 6 | 18 | 16 |
|  | 5.   | (B) Pro Patria       | 13 | 14 | 4  | 5 | 5 | 12 | 14 |
|  | 7.   | (B) Cremonese        | 10 | 14 | 3  | 4 | 7 | 13 | 24 |
|  | 8.   | (A) Atalanta         | 8  | 14 | 3  | 2 | 9 | 12 | 28 |

|         | Spareggio di qualificazione |        | Città e data          |  |
| ------- | --------------------------- | ------ | --------------------- |  |
| Brescia | 0 - 1 (dts)                 | Varese | Milano, 8 maggio 1944 |  |

Verdetti
- Ambrosiana-Inter Campione lombardo 1944
- Ambrosiana-Inter e Varese (dopo spareggio): qualificate alle semifinali interregionali.

#### Risultati
| andata (1ª) | andata (1ª) | 1ª giornata         | ritorno (8ª) | ritorno (8ª) |
|             |             |                     |              |              |
| 16 gen.     | 0-1         | Brescia-Ambrosiana  | 2-8          | 12 mar.      |
| 16 gen.     | 1-1         | Cremonese-Varese    | 2-7          | 12 mar.      |
| 16 gen.     | 1-0         | Milano-Fanfulla     | 1-3          | 12 mar.      |
| 16 gen.     | 1-1         | Pro Patria-Atalanta | 0-1          | 12 mar.      |

| andata (2ª) | andata (2ª) | 2ª giornata        | ritorno (9ª) | ritorno (9ª) |
|             |             |                    |              |              |
| 23 gen.     | 3-2         | Atalanta-Brescia   | 0-1          | 19 mar.      |
| 23 gen.     | 1-0         | Fanfulla-Cremonese | 1-1          | 19 mar.      |
| 23 gen.     | 1-3         | Milano-Ambrosiana  | 2-0          | 19 mar.      |
| 23 gen.     | 2-0         | Varese-Pro Patria  | 1-3          | 19 mar.      |

| andata (1ª) | andata (1ª) | 1ª giornata         | ritorno (8ª) | ritorno (8ª) |
|             |             |                     |              |              |
| 16 gen.     | 0-1         | Brescia-Ambrosiana  | 2-8          | 12 mar.      |
| 16 gen.     | 1-1         | Cremonese-Varese    | 2-7          | 12 mar.      |
| 16 gen.     | 1-0         | Milano-Fanfulla     | 1-3          | 12 mar.      |
| 16 gen.     | 1-1         | Pro Patria-Atalanta | 0-1          | 12 mar.      |

| andata (2ª) | andata (2ª) | 2ª giornata        | ritorno (9ª) | ritorno (9ª) |
|             |             |                    |              |              |
| 23 gen.     | 3-2         | Atalanta-Brescia   | 0-1          | 19 mar.      |
| 23 gen.     | 1-0         | Fanfulla-Cremonese | 1-1          | 19 mar.      |
| 23 gen.     | 1-3         | Milano-Ambrosiana  | 2-0          | 19 mar.      |
| 23 gen.     | 2-0         | Varese-Pro Patria  | 1-3          | 19 mar.      |

| andata (3ª) | andata (3ª) | 3ª giornata          | ritorno (10ª) | ritorno (10ª) |
|             |             |                      |               |               |
| 30 gen.     | 1-1         | Brescia-Pro Patria   | 1-2           | 26 mar.       |
| 30 gen.     | 1-2         | Cremonese-Ambrosiana | 1-3           | 26 mar.       |
| 30 gen.     | 6-0         | Milano-Atalanta      | 2-0           | 26 mar.       |
| 30 gen.     | 3-3         | Varese-Fanfulla      | 1-1           | 26 mar.       |

| andata (4ª) | andata (4ª) | 4ª giornata         | ritorno (11ª) | ritorno (11ª) |
|             |             |                     |               |               |
| 6 feb.      | 4-1         | Brescia-Varese      | 1-0           | 23 apr.       |
| 6 feb.      | 2-0         | Atalanta-Cremonese  | 1-2           | 2 apr.        |
| 6 feb.      | 2-0         | Pro Patria-Milano   | 1-1           | 2 apr.        |
| 6 feb.      | 3-1         | Ambrosiana-Fanfulla | 1-2           | 2 apr.        |

| andata (3ª) | andata (3ª) | 3ª giornata          | ritorno (10ª) | ritorno (10ª) |
|             |             |                      |               |               |
| 30 gen.     | 1-1         | Brescia-Pro Patria   | 1-2           | 26 mar.       |
| 30 gen.     | 1-2         | Cremonese-Ambrosiana | 1-3           | 26 mar.       |
| 30 gen.     | 6-0         | Milano-Atalanta      | 2-0           | 26 mar.       |
| 30 gen.     | 3-3         | Varese-Fanfulla      | 1-1           | 26 mar.       |

| andata (4ª) | andata (4ª) | 4ª giornata         | ritorno (11ª) | ritorno (11ª) |
|             |             |                     |               |               |
| 6 feb.      | 4-1         | Brescia-Varese      | 1-0           | 23 apr.       |
| 6 feb.      | 2-0         | Atalanta-Cremonese  | 1-2           | 2 apr.        |
| 6 feb.      | 2-0         | Pro Patria-Milano   | 1-1           | 2 apr.        |
| 6 feb.      | 3-1         | Ambrosiana-Fanfulla | 1-2           | 2 apr.        |

| andata (5ª) | andata (5ª) | 5ª giornata          | ritorno (12ª) | ritorno (12ª) |
|             |             |                      |               |               |
| 13 feb.     | 3-2         | Milano-Brescia       | 0-1           | 9 apr.        |
| 13 feb.     | 3-0         | Cremonese-Pro Patria | 0-2           | 9 apr.        |
| 13 feb.     | 1-0         | Varese-Ambrosiana    | 0-3           | 9 apr.        |
| 13 feb.     | 3-1         | Fanfulla-Atalanta    | 0-0           | 9 apr.        |

| andata (6ª) | andata (6ª) | 6ª giornata         | ritorno (13ª) | ritorno (13ª) |
|             |             |                     |               |               |
| 20 feb.     | 1-2         | Atalanta-Ambrosiana | 1-2           | 16 apr.       |
| 20 feb.     | 0-0         | Brescia-Cremonese   | 4-0           | 16 apr.       |
| 20 feb.     | 0-0         | Milano-Varese       | 1-2           | 16 apr.       |
| 20 feb.     | 0-0         | Pro Patria-Fanfulla | 0-1           | 16 apr.       |

| andata (5ª) | andata (5ª) | 5ª giornata          | ritorno (12ª) | ritorno (12ª) |
|             |             |                      |               |               |
| 13 feb.     | 3-2         | Milano-Brescia       | 0-1           | 9 apr.        |
| 13 feb.     | 3-0         | Cremonese-Pro Patria | 0-2           | 9 apr.        |
| 13 feb.     | 1-0         | Varese-Ambrosiana    | 0-3           | 9 apr.        |
| 13 feb.     | 3-1         | Fanfulla-Atalanta    | 0-0           | 9 apr.        |

| andata (6ª) | andata (6ª) | 6ª giornata         | ritorno (13ª) | ritorno (13ª) |
|             |             |                     |               |               |
| 20 feb.     | 1-2         | Atalanta-Ambrosiana | 1-2           | 16 apr.       |
| 20 feb.     | 0-0         | Brescia-Cremonese   | 4-0           | 16 apr.       |
| 20 feb.     | 0-0         | Milano-Varese       | 1-2           | 16 apr.       |
| 20 feb.     | 0-0         | Pro Patria-Fanfulla | 0-1           | 16 apr.       |

| \| andata (7ª) \| andata (7ª) \| 7ª giornata \| ritorno (14ª) \| ritorno (14ª) \| \| \| \| \| \| \| \| 5 mar. \| 2-0 \| Ambrosiana-Pro Patria \| 0-0 \| 30 apr. \| \| 5 mar. \| 0-1 \| Fanfulla-Brescia \| 1-4 \| 30 apr. \| \| 5 mar. \| 0-0 \| Cremonese-Milano \| 2-0 \| 23 apr. \| \| 5 mar. \| 3-0 \| Varese-Atalanta \| 4-1 \| 30 apr. \| |             |                       |               |               |
| andata (7ª) | andata (7ª) | 7ª giornata           | ritorno (14ª) | ritorno (14ª) |
| |             |                       |               |               |
| 5 mar. | 2-0         | Ambrosiana-Pro Patria | 0-0           | 30 apr.       |
| 5 mar. | 0-1         | Fanfulla-Brescia      | 1-4           | 30 apr.       |
| 5 mar. | 0-0         | Cremonese-Milano      | 2-0           | 23 apr.       |
| 5 mar. | 3-0         | Varese-Atalanta       | 4-1           | 30 apr.       |

| andata (7ª) | andata (7ª) | 7ª giornata           | ritorno (14ª) | ritorno (14ª) |
|             |             |                       |               |               |
| 5 mar.      | 2-0         | Ambrosiana-Pro Patria | 0-0           | 30 apr.       |
| 5 mar.      | 0-1         | Fanfulla-Brescia      | 1-4           | 30 apr.       |
| 5 mar.      | 0-0         | Cremonese-Milano      | 2-0           | 23 apr.       |
| 5 mar.      | 3-0         | Varese-Atalanta       | 4-1           | 30 apr.       |

### Veneto

#### Girone A

##### Classifica
|  | Pos. | Squadra     | Pt | G  | V  | N | P | GF | GS |
|  | ---- | ----------- | -- | -- | -- | - | - | -- | -- |
|  | 1.   | (A) Venezia | 20 | 12 | 10 | 0 | 2 | 43 | 12 |
|  | 2.   | (C) Treviso | 16 | 12 | 8  | 1 | 3 | 36 | 11 |
|  | 3.   | (B) Padova  | 16 | 12 | 8  | 0 | 4 | 27 | 18 |
|  | 4.   | (C) Bassano | 12 | 12 | 6  | 0 | 6 | 22 | 31 |
|  | 5.   | (C) Mestre  | 7  | 12 | 1  | 5 | 6 | 10 | 21 |
|  | 6.   | (R) Legnago | 6  | 12 | 2  | 2 | 8 | 19 | 35 |
|  | 7.   | (C) Rovigo  | 6  | 12 | 2  | 2 | 8 | 9  | 38 |

Legenda:

      Ammesso alle finali regionali.
Note:

Due punti a vittoria, uno a pareggio, zero a sconfitta.
Treviso penalizzato di un punto per una rinuncia.

##### Risultati
| andata (1ª) | andata (1ª) | 1ª giornata     | ritorno (8ª) | ritorno (8ª) |
|             |             |                 |              |              |
| 2 gen.      | 0-1         | Bassano-Venezia | 2-7          | 5 mar.       |
| 2 gen.      | 1-4         | Legnago-Treviso | 0-2          | 5 mar.       |
| 2 gen.      | 0-0         | Mestre-Rovigo   | 1-1          | 5 mar.       |

| andata (2ª) | andata (2ª) | 2ª giornata     | ritorno (9ª) | ritorno (9ª) |
|             |             |                 |              |              |
| 9 gen.      | 7-1         | Padova-Legnago  | 1-3          | 12 mar.      |
| 9 gen.      | 2-1         | Treviso-Bassano | 7-0          | 12 mar.      |
| 9 gen.      | 2-3         | Venezia-Mestre  | 2-1          | 12 mar.      |

| andata (1ª) | andata (1ª) | 1ª giornata     | ritorno (8ª) | ritorno (8ª) |
|             |             |                 |              |              |
| 2 gen.      | 0-1         | Bassano-Venezia | 2-7          | 5 mar.       |
| 2 gen.      | 1-4         | Legnago-Treviso | 0-2          | 5 mar.       |
| 2 gen.      | 0-0         | Mestre-Rovigo   | 1-1          | 5 mar.       |

| andata (2ª) | andata (2ª) | 2ª giornata     | ritorno (9ª) | ritorno (9ª) |
|             |             |                 |              |              |
| 9 gen.      | 7-1         | Padova-Legnago  | 1-3          | 12 mar.      |
| 9 gen.      | 2-1         | Treviso-Bassano | 7-0          | 12 mar.      |
| 9 gen.      | 2-3         | Venezia-Mestre  | 2-1          | 12 mar.      |

| andata (3ª) | andata (3ª) | 3ª giornata    | ritorno (10ª) | ritorno (10ª) |
|             |             |                |               |               |
| 16 gen.     | 0-3         | Bassano-Padova | 2-7           | 19 mar.       |
| 16 gen.     | 6-0         | Legnago-Rovigo | 2-3           | 19 mar.       |
| 16 gen.     | 1-1         | Mestre-Treviso | 0-5           | 19 mar.       |

| andata (1ª) | andata (1ª) | 4ª giornata     | ritorno (11ª) | ritorno (11ª) |
|             |             |                 |               |               |
| 23 gen.     | 5-2         | Bassano-Rovigo  | 1-0           | 26 mar.       |
| 23 gen.     | 2-1         | Padova-Mestre   | 2-0           | 26 mar.       |
| 23 gen.     | 4-1         | Venezia-Legnago | 3-0           | 26 mar.       |

| andata (3ª) | andata (3ª) | 3ª giornata    | ritorno (10ª) | ritorno (10ª) |
|             |             |                |               |               |
| 16 gen.     | 0-3         | Bassano-Padova | 2-7           | 19 mar.       |
| 16 gen.     | 6-0         | Legnago-Rovigo | 2-3           | 19 mar.       |
| 16 gen.     | 1-1         | Mestre-Treviso | 0-5           | 19 mar.       |

| andata (1ª) | andata (1ª) | 4ª giornata     | ritorno (11ª) | ritorno (11ª) |
|             |             |                 |               |               |
| 23 gen.     | 5-2         | Bassano-Rovigo  | 1-0           | 26 mar.       |
| 23 gen.     | 2-1         | Padova-Mestre   | 2-0           | 26 mar.       |
| 23 gen.     | 4-1         | Venezia-Legnago | 3-0           | 26 mar.       |

| andata (5ª) | andata (5ª) | 5ª giornata    | ritorno (12ª) | ritorno (12ª) |
|             |             |                |               |               |
| 30 gen.     | 1-1         | Legnago-Mestre | 2-2           | 2 apr.        |
| 30 gen.     | 3-0         | Treviso-Padova | 3-1           | 2 apr.        |
| 30 gen.     | 11-0        | Venezia-Rovigo | 3-1           | 2 apr.        |

| andata (6ª) | andata (6ª) | 6ª giornata     | ritorno (13ª) | ritorno (13ª) |
|             |             |                 |               |               |
| 6 feb.      | 1-4         | Legnago-Bassano | 1-4           | 9 apr.        |
| 6 feb.      | 2-0         | Padova-Venezia  | 0-5           | 9 apr.        |
| 6 feb.      | 7-0         | Treviso-Rovigo  | 0-2           | 9 apr.        |

| andata (5ª) | andata (5ª) | 5ª giornata    | ritorno (12ª) | ritorno (12ª) |
|             |             |                |               |               |
| 30 gen.     | 1-1         | Legnago-Mestre | 2-2           | 2 apr.        |
| 30 gen.     | 3-0         | Treviso-Padova | 3-1           | 2 apr.        |
| 30 gen.     | 11-0        | Venezia-Rovigo | 3-1           | 2 apr.        |

| andata (6ª) | andata (6ª) | 6ª giornata     | ritorno (13ª) | ritorno (13ª) |
|             |             |                 |               |               |
| 6 feb.      | 1-4         | Legnago-Bassano | 1-4           | 9 apr.        |
| 6 feb.      | 2-0         | Padova-Venezia  | 0-5           | 9 apr.        |
| 6 feb.      | 7-0         | Treviso-Rovigo  | 0-2           | 9 apr.        |

| \| andata (7ª) \| andata (7ª) \| 7ª giornata \| ritorno (14ª) \| ritorno (14ª) \| \| \| \| \| \| \| \| 13 feb. \| 1-0 \| Bassano-Mestre \| 2-0 \| 16 apr. \| \| 13 feb. \| 0-1 \| Rovigo-Padova \| 0-1 \| 16 apr. \| \| 13 feb. \| 2-1 \| Venezia-Treviso \| 3-1 \| 16 apr. \| |             |                 |               |               |
| andata (7ª) | andata (7ª) | 7ª giornata     | ritorno (14ª) | ritorno (14ª) |
| |             |                 |               |               |
| 13 feb. | 1-0         | Bassano-Mestre  | 2-0           | 16 apr.       |
| 13 feb. | 0-1         | Rovigo-Padova   | 0-1           | 16 apr.       |
| 13 feb. | 2-1         | Venezia-Treviso | 3-1           | 16 apr.       |

| andata (7ª) | andata (7ª) | 7ª giornata     | ritorno (14ª) | ritorno (14ª) |
|             |             |                 |               |               |
| 13 feb.     | 1-0         | Bassano-Mestre  | 2-0           | 16 apr.       |
| 13 feb.     | 0-1         | Rovigo-Padova   | 0-1           | 16 apr.       |
| 13 feb.     | 2-1         | Venezia-Treviso | 3-1           | 16 apr.       |

#### Girone B

##### Classifica
|  | Pos. | Squadra                    | Pt       | G  | V | N | P | GF | GS |
|  | ---- | -------------------------- | -------- | -- | - | - | - | -- | -- |
|  | 1.   | (A) Vicenza                | 17       | 10 | 8 | 1 | 1 | 32 | 7  |
|  | 2.   | (B) Verona                 | 13       | 10 | 5 | 3 | 2 | 18 | 15 |
|  | 3.   | (C) Lanerossi Schio        | 12       | 10 | 5 | 2 | 3 | 16 | 16 |
|  | 4.   | (C) Marzotto Valdagno      | 10       | 10 | 5 | 1 | 4 | 15 | 15 |
|  | 5.   | (R) Giovanni Monti, Padova | 3        | 10 | 1 | 1 | 8 | 12 | 31 |
|  | 6.   | (C) Sambonifacese          | 2        | 10 | 1 | 2 | 7 | 16 | 25 |
|  | --   | (C) Audace SME             | ritirata | -  | - | - | - | -  | -  |
|  | --   | (C) Pellizzari Arzignano   | ritirata | -  | - | - | - | -  | -  |

Legenda:

      Ammesso alle finali regionali.
Note:

Due punti a vittoria, uno a pareggio, zero a sconfitta.
Marzotto Valdagno penalizzato di un punto per una rinuncia.
Audace S.Michele e Pellizzari Arzignano ritirate a campionato in corso (annullati tutti i risultati).

##### Risultati
|        | 1ª giornata            |     |
|        |                        |     |
| 2 gen. | Lanerossi-Vicenza      | 1-1 |
| 2 gen. | Monti-Verona           | 1-2 |
| 2 gen. | Sambonifacese-Marzotto | 1-3 |

|        | 2ª giornata        |            |
|        |                    |            |
| 9 gen. | Marzotto-Lanerossi | 2-0        |
| 9 gen. | Vicenza-Monti      | 3-0        |
| 9 gen. | Verona-Audace      | 2-0 (ann.) |

|        | 1ª giornata            |     |
|        |                        |     |
| 2 gen. | Lanerossi-Vicenza      | 1-1 |
| 2 gen. | Monti-Verona           | 1-2 |
| 2 gen. | Sambonifacese-Marzotto | 1-3 |

|        | 2ª giornata        |            |
|        |                    |            |
| 9 gen. | Marzotto-Lanerossi | 2-0        |
| 9 gen. | Vicenza-Monti      | 3-0        |
| 9 gen. | Verona-Audace      | 2-0 (ann.) |

|         | 3ª giornata          |          |
|         |                      |          |
| 20 feb. | Monti-Marzotto       | 2-3      |
| 16 gen. | Sambonifacese-Verona | 0-0      |
| 16 gen. | Vicenza-Audace       | 5-1 ann. |

|         | 4ª giornata           |     |
|         |                       |     |
| 23 gen. | Vicenza-Sambonifacese | 4-0 |
| 23 gen. | Verona-Lanerossi      | 5-0 |

|         | 3ª giornata          |          |
|         |                      |          |
| 20 feb. | Monti-Marzotto       | 2-3      |
| 16 gen. | Sambonifacese-Verona | 0-0      |
| 16 gen. | Vicenza-Audace       | 5-1 ann. |

|         | 4ª giornata           |     |
|         |                       |     |
| 23 gen. | Vicenza-Sambonifacese | 4-0 |
| 23 gen. | Verona-Lanerossi      | 5-0 |

|         | 5ª giornata         |          |
|         |                     |          |
| 30 gen. | Marzotto-Vicenza    | 1-2      |
| 30 gen. | Monti-Sambonifacese | 4-1      |
| 30 gen. | Verona-Pellizzari   | 6-0 ann. |

|        | 6ª giornata        |          |
|        |                    |          |
| 6 feb. | Lanerossi-Monti    | 1-0      |
| 6 feb. | Vicenza-Pellizzari | 2-1 ann. |
| 6 feb. | Marzotto-Verona    | 0-0      |

|         | 5ª giornata         |          |
|         |                     |          |
| 30 gen. | Marzotto-Vicenza    | 1-2      |
| 30 gen. | Monti-Sambonifacese | 4-1      |
| 30 gen. | Verona-Pellizzari   | 6-0 ann. |

|        | 6ª giornata        |          |
|        |                    |          |
| 6 feb. | Lanerossi-Monti    | 1-0      |
| 6 feb. | Vicenza-Pellizzari | 2-1 ann. |
| 6 feb. | Marzotto-Verona    | 0-0      |

|         | 7ª giornata             |     |
|         |                         |     |
| 13 feb. | Sambonifacese-Lanerossi | 2-3 |
| 27 feb. | Verona-Vicenza          | 3-1 |

|        | 8ª giornata            |     |
|        |                        |     |
| 5 mar. | Vicenza-Lanerossi      | 4-1 |
| 5 mar. | Verona-Monti Padova    | 4-2 |
| 5 mar. | Marzotto-Sambonifacese | 4-0 |

|         | 7ª giornata             |     |
|         |                         |     |
| 13 feb. | Sambonifacese-Lanerossi | 2-3 |
| 27 feb. | Verona-Vicenza          | 3-1 |

|        | 8ª giornata            |     |
|        |                        |     |
| 5 mar. | Vicenza-Lanerossi      | 4-1 |
| 5 mar. | Verona-Monti Padova    | 4-2 |
| 5 mar. | Marzotto-Sambonifacese | 4-0 |

|         | 9ª giornata          |     |
|         |                      |     |
| 12 mar. | Lanerossi-Marzotto   | 3-1 |
| 12 mar. | Monti Padova-Vicenza | 1-5 |
| 12 mar. | Verona-Sambonifacese | 2-2 |

|         | 10ª giornata        |      |
|         |                     |      |
| 19 mar. | Vicenza-Marzotto    | 5-0  |
| 19 mar. | Lanerossi-Verona    | 4-0  |
| 19 mar. | Sambonifacese-Monti | 10-1 |

|         | 9ª giornata          |     |
|         |                      |     |
| 12 mar. | Lanerossi-Marzotto   | 3-1 |
| 12 mar. | Monti Padova-Vicenza | 1-5 |
| 12 mar. | Verona-Sambonifacese | 2-2 |

|         | 10ª giornata        |      |
|         |                     |      |
| 19 mar. | Vicenza-Marzotto    | 5-0  |
| 19 mar. | Lanerossi-Verona    | 4-0  |
| 19 mar. | Sambonifacese-Monti | 10-1 |

|         | 11ª giornata          |     |
|         |                       |     |
| 26 mar. | Monti-Lanerossi       | 1-1 |
| 26 mar. | Verona-Marzotto       | 2-0 |
| 26 mar. | Vicenza-Sambonifacese | 2-0 |

|        | 12ª giornata            |     |
|        |                         |     |
| 2 apr. | Lanerossi-Sambonifacese | 2-0 |
| 2 apr. | Marzotto-Monti          | 1-0 |
| 2 apr. | Vicenza-Verona          | 5-0 |

|         | 11ª giornata          |     |
|         |                       |     |
| 26 mar. | Monti-Lanerossi       | 1-1 |
| 26 mar. | Verona-Marzotto       | 2-0 |
| 26 mar. | Vicenza-Sambonifacese | 2-0 |

|        | 12ª giornata            |     |
|        |                         |     |
| 2 apr. | Lanerossi-Sambonifacese | 2-0 |
| 2 apr. | Marzotto-Monti          | 1-0 |
| 2 apr. | Vicenza-Verona          | 5-0 |

#### Finali regionali
|         | Finali per il titolo veneto |         | Città e data            |  |
| ------- | --------------------------- | ------- | ----------------------- |  |
| Venezia | 5 - 1                       | Verona  | Venezia, 30 aprile 1944 |  |
| Verona  | 2 - 2                       | Venezia | Verona, 7 maggio 1944   |  |
|         |                             |         |                         |  |

Verdetti
- Venezia campione del Veneto 1944.
- Venezia e Verona qualificate alle semifinali interregionali.
- Vicenza e Treviso ritirate prima dell'inizio delle finali (previsto un girone di finale a 4 squadre).

### Venezia Giulia

#### Classifica
|  | Pos. | Squadra             | Pt | G  | V  | N | P  | GF | GS |
|  | ---- | ------------------- | -- | -- | -- | - | -- | -- | -- |
|  | 1.   | (C) Ampelea         | 22 | 14 | 10 | 2 | 2  | 35 | 17 |
|  | 2.   | (A) Triestina       | 19 | 14 | 8  | 3 | 3  | 28 | 11 |
|  | 3.   | (B) Pro Gorizia     | 16 | 14 | 6  | 4 | 4  | 21 | 21 |
|  | 4.   | (C) CRDA Monfalcone | 14 | 14 | 6  | 2 | 6  | 19 | 22 |
|  | 5.   | (R) San Giusto      | 13 | 14 | 4  | 5 | 5  | 14 | 14 |
|  | 5.   | (C) Udinese         | 13 | 14 | 5  | 3 | 6  | 17 | 25 |
|  | 7.   | (R) Cormonese       | 8  | 14 | 4  | 0 | 10 | 16 | 28 |
|  | 8.   | (C) Ponziana        | 7  | 14 | 3  | 1 | 10 | 13 | 25 |

Verdetti
- Ampelea è Campione della Venezia Giulia 1944.
- Ampelea e Triestina qualificate alle semifinali interregionali.

#### Risultati
| andata (1ª) | andata (1ª) | 1ª giornata            | ritorno (8ª) | ritorno (8ª) |
|             |             |                        |              |              |
| 16 gen.     | 2-1         | Cormonese-Monfalcone   | 0-1          | 5 mar.       |
| 16 gen.     | 1-1         | Pro Gorizia-San Giusto | 0-2          | 5 mar.       |
| 16 gen.     | 3-0         | Triestina-Ampelea      | 0-2          | 5 mar.       |
| 16 gen.     | 1-0         | Udinese-Ponziana       | 0-1          | 5 mar.       |

| andata (2ª) | andata (2ª) | 2ª giornata          | ritorno (9ª) | ritorno (9ª) |
|             |             |                      |              |              |
| 23 gen.     | 1-0         | Cormonese-Ponziana   | 4-0          | 12 mar.      |
| 23 gen.     | 2-1         | Monfalcone-Triestina | 0-4          | 12 mar.      |
| 23 gen.     | 4-1         | Ampelea-Pro Gorizia  | 1-3          | 12 mar.      |
| 23 gen.     | 4-0         | San Giusto-Udinese   | 0-0          | 12 mar.      |

| andata (1ª) | andata (1ª) | 1ª giornata            | ritorno (8ª) | ritorno (8ª) |
|             |             |                        |              |              |
| 16 gen.     | 2-1         | Cormonese-Monfalcone   | 0-1          | 5 mar.       |
| 16 gen.     | 1-1         | Pro Gorizia-San Giusto | 0-2          | 5 mar.       |
| 16 gen.     | 3-0         | Triestina-Ampelea      | 0-2          | 5 mar.       |
| 16 gen.     | 1-0         | Udinese-Ponziana       | 0-1          | 5 mar.       |

| andata (2ª) | andata (2ª) | 2ª giornata          | ritorno (9ª) | ritorno (9ª) |
|             |             |                      |              |              |
| 23 gen.     | 1-0         | Cormonese-Ponziana   | 4-0          | 12 mar.      |
| 23 gen.     | 2-1         | Monfalcone-Triestina | 0-4          | 12 mar.      |
| 23 gen.     | 4-1         | Ampelea-Pro Gorizia  | 1-3          | 12 mar.      |
| 23 gen.     | 4-0         | San Giusto-Udinese   | 0-0          | 12 mar.      |

| andata (3ª) | andata (3ª) | 3ª giornata          | ritorno (10ª) | ritorno (10ª) |
|             |             |                      |               |               |
| 30 gen.     | 3-0         | Ampelea-Monfalcone   | 2-1           | 19 mar.       |
| 30 gen.     | 3-1         | Cormonese-San Giusto | 0-2           | 19 mar.       |
| 30 gen.     | 3-2         | Triestina-Ponziana   | 1-1           | 19 mar.       |
| 30 gen.     | 1-1         | Udinese-Pro Gorizia  | 1-3           | 19 mar.       |

| andata (4ª) | andata (4ª) | 4ª giornata           | ritorno (11ª) | ritorno (11ª) |
|             |             |                       |               |               |
| 6 feb.      | 2-1         | Monfalcone-Ponziana   | 0-1           | 2 apr.        |
| 6 feb.      | 2-1         | Pro Gorizia-Cormonese | 1-0           | 2 apr.        |
| 6 feb.      | 0-0         | San Giusto-Triestina  | 0-0           | 2 apr.        |
| 6 feb.      | 1-1         | Udinese-Ampelea       | 2-6           | 2 apr.        |

| andata (3ª) | andata (3ª) | 3ª giornata          | ritorno (10ª) | ritorno (10ª) |
|             |             |                      |               |               |
| 30 gen.     | 3-0         | Ampelea-Monfalcone   | 2-1           | 19 mar.       |
| 30 gen.     | 3-1         | Cormonese-San Giusto | 0-2           | 19 mar.       |
| 30 gen.     | 3-2         | Triestina-Ponziana   | 1-1           | 19 mar.       |
| 30 gen.     | 1-1         | Udinese-Pro Gorizia  | 1-3           | 19 mar.       |

| andata (4ª) | andata (4ª) | 4ª giornata           | ritorno (11ª) | ritorno (11ª) |
|             |             |                       |               |               |
| 6 feb.      | 2-1         | Monfalcone-Ponziana   | 0-1           | 2 apr.        |
| 6 feb.      | 2-1         | Pro Gorizia-Cormonese | 1-0           | 2 apr.        |
| 6 feb.      | 0-0         | San Giusto-Triestina  | 0-0           | 2 apr.        |
| 6 feb.      | 1-1         | Udinese-Ampelea       | 2-6           | 2 apr.        |

| andata (5ª) | andata (5ª) | 5ª giornata           | ritorno (12ª) | ritorno (12ª) |
|             |             |                       |               |               |
| 13 feb.     | 5-2         | Ampelea-Ponziana      | 1-0           | 9 apr.        |
| 13 feb.     | 0-2         | Cormonese-Udinese     | 1-3           | 9 apr.        |
| 13 feb.     | 4-1         | Monfalcone-San Giusto | 2-1           | 9 apr.        |
| 13 feb.     | 2-1         | Triestina-Pro Gorizia | 3-0           | 9 apr.        |

| andata (6ª) | andata (6ª) | 6ª giornata            | ritorno (13ª) | ritorno (13ª) |
|             |             |                        |               |               |
| 20 feb.     | 1-4         | Cormonese-Ampelea      | 2-4           | 16 apr.       |
| 20 feb.     | 1-1         | Pro Gorizia-Monfalcone | 1-1           | 16 apr.       |
| 20 feb.     | 1-0         | San Giusto-Ponziana    | 0-2           | 16 apr.       |
| 20 feb.     | 2-1         | Udinese-Triestina      | 0-3           | 16 apr.       |

| andata (5ª) | andata (5ª) | 5ª giornata           | ritorno (12ª) | ritorno (12ª) |
|             |             |                       |               |               |
| 13 feb.     | 5-2         | Ampelea-Ponziana      | 1-0           | 9 apr.        |
| 13 feb.     | 0-2         | Cormonese-Udinese     | 1-3           | 9 apr.        |
| 13 feb.     | 4-1         | Monfalcone-San Giusto | 2-1           | 9 apr.        |
| 13 feb.     | 2-1         | Triestina-Pro Gorizia | 3-0           | 9 apr.        |

| andata (6ª) | andata (6ª) | 6ª giornata            | ritorno (13ª) | ritorno (13ª) |
|             |             |                        |               |               |
| 20 feb.     | 1-4         | Cormonese-Ampelea      | 2-4           | 16 apr.       |
| 20 feb.     | 1-1         | Pro Gorizia-Monfalcone | 1-1           | 16 apr.       |
| 20 feb.     | 1-0         | San Giusto-Ponziana    | 0-2           | 16 apr.       |
| 20 feb.     | 2-1         | Udinese-Triestina      | 0-3           | 16 apr.       |

| \| andata (7ª) \| andata (7ª) \| 7ª giornata \| ritorno (14ª) \| ritorno (14ª) \| \| \| \| \| \| \| \| 27 feb. \| 1-1 \| Ampelea-San Giusto \| 1-0 \| 23 apr. \| \| 27 feb. \| 1-0 \| Monfalcone-Udinese \| 3-4 \| 23 apr. \| \| 27 feb. \| 3-2 \| Pro Gorizia-Ponziana \| 3-1 \| 23 apr. \| \| 27 feb. \| 3-1 \| Triestina-Cormonese \| 4-0 \| 23 apr. \| |             |                      |               |               |
| andata (7ª) | andata (7ª) | 7ª giornata          | ritorno (14ª) | ritorno (14ª) |
| |             |                      |               |               |
| 27 feb. | 1-1         | Ampelea-San Giusto   | 1-0           | 23 apr.       |
| 27 feb. | 1-0         | Monfalcone-Udinese   | 3-4           | 23 apr.       |
| 27 feb. | 3-2         | Pro Gorizia-Ponziana | 3-1           | 23 apr.       |
| 27 feb. | 3-1         | Triestina-Cormonese  | 4-0           | 23 apr.       |

| andata (7ª) | andata (7ª) | 7ª giornata          | ritorno (14ª) | ritorno (14ª) |
|             |             |                      |               |               |
| 27 feb.     | 1-1         | Ampelea-San Giusto   | 1-0           | 23 apr.       |
| 27 feb.     | 1-0         | Monfalcone-Udinese   | 3-4           | 23 apr.       |
| 27 feb.     | 3-2         | Pro Gorizia-Ponziana | 3-1           | 23 apr.       |
| 27 feb.     | 3-1         | Triestina-Cormonese  | 4-0           | 23 apr.       |

### Emilia

#### Eliminatorie

##### Classifiche

###### Girone A
|  | Pos. | Squadra                       | Pt | G | V | N | P | GF | GS | DR  |
|  | ---- | ----------------------------- | -- | - | - | - | - | -- | -- | --- |
|  | 1.   | (A) Bologna                   | 10 | 6 | 5 | 0 | 1 | 22 | 8  | +14 |
|  | 2.   | (C) Cesena                    | 8  | 6 | 4 | 0 | 2 | 12 | 5  | +7  |
|  | 3.   | (C) Panigale                  | 6  | 6 | 3 | 0 | 3 | 9  | 12 | -3  |
|  | 4.   | (R) San Pietro in Casale (-2) | 0  | 6 | 0 | 0 | 6 | 3  | 21 | -18 |

Legenda:

      Ammesso alle semifinali regionali.
Note:

Due punti a vittoria, uno a pareggio, zero a sconfitta.
Pari merito in caso di pari punti.

###### Girone B
|  | Pos. | Squadra          | Pt | G | V | N | P | GF | GS | DR  |
|  | ---- | ---------------- | -- | - | - | - | - | -- | -- | --- |
|  | 1.   | (R) Faenza       | 11 | 8 | 4 | 3 | 1 | 18 | 7  | +11 |
|  | 2.   | (C) Forlimpopoli | 11 | 8 | 5 | 1 | 2 | 17 | 11 | +6  |
|  | 3.   | (C) Ravenna      | 9  | 8 | 4 | 1 | 3 | 17 | 7  | +10 |
|  | 4.   | (C) Imolese      | 8  | 8 | 4 | 0 | 4 | 14 | 17 | +3  |
|  | 5.   | (C) Forlì        | 1  | 8 | 0 | 1 | 7 | 3  | 27 | -24 |

Legenda:

      Ammesso alle semifinali regionali.
Note:

Due punti a vittoria, uno a pareggio, zero a sconfitta.
Pari merito in caso di pari punti.

###### Girone C
|  | Pos. | Squadra      | Pt | G | V | N | P | GF | GS | DR  |
|  | ---- | ------------ | -- | - | - | - | - | -- | -- | --- |
|  | 1.   | (A) Modena   | 14 | 8 | 6 | 2 | 0 | 17 | 6  | +11 |
|  | 2.   | (C) Carpi    | 11 | 8 | 4 | 3 | 1 | 19 | 6  | +13 |
|  | 3.   | (C) Reggiana | 11 | 8 | 5 | 1 | 2 | 13 | 9  | +4  |
|  | 4.   | (C) Mantova  | 3  | 8 | 1 | 1 | 6 | 11 | 28 | -17 |
|  | 5.   | (R) Centese  | 1  | 8 | 0 | 1 | 7 | 11 | 22 | -11 |

Legenda:

      Ammesso alle semifinali regionali.
Note:

Due punti a vittoria, uno a pareggio, zero a sconfitta.
Pari merito in caso di pari punti.

###### Girone D
|  | Pos. | Squadra                      | Pt | G | V | N | P | GF | GS | DR  |
|  | ---- | ---------------------------- | -- | - | - | - | - | -- | -- | --- |
|  | 1.   | (B) 42º Corpo VVFF La Spezia | 13 | 8 | 5 | 3 | 0 | 14 | 6  | +8  |
|  | 2.   | (C) G.Corradini Suzzara      | 11 | 8 | 5 | 1 | 2 | 15 | 8  | +7  |
|  | 3.   | (R) Fidentina                | 8  | 8 | 2 | 4 | 2 | 20 | 20 | 0   |
|  | 4.   | (C) Parma                    | 7  | 8 | 2 | 3 | 3 | 8  | 12 | -4  |
|  | 5.   | (R) Busseto (-1)             | 0  | 8 | 0 | 1 | 7 | 7  | 18 | -11 |

Legenda:

      Ammesso alle semifinali regionali.
Note:

Due punti a vittoria, uno a pareggio, zero a sconfitta.
Pari merito in caso di pari punti.

##### Risultati
- Girone eliminatorio A

| andata (1ª) | andata (1ª) | 1ª giornata               | ritorno (4ª) | ritorno (4ª) |
|             |             |                           |              |              |
| 6 feb.      | 4-0         | Bologna-Panigale          | 3-1          | 19 mar.      |
| 6 feb.      | 2-0         | Cesena-S.Pietro in Casale | 1-0          | 19 mar.      |

| andata (2ª) | andata (2ª) | 2ª giornata                | ritorno (5ª) | ritorno (5ª) |
|             |             |                            |              |              |
| 13 feb.     | 3-2         | Panigale-Cesena            | 0-2          | 26 mar.      |
| 13 feb.     | 1-11        | S.Pietro in Casale-Bologna | 1-2          | 26 mar.      |

| andata (1ª) | andata (1ª) | 1ª giornata               | ritorno (4ª) | ritorno (4ª) |
|             |             |                           |              |              |
| 6 feb.      | 4-0         | Bologna-Panigale          | 3-1          | 19 mar.      |
| 6 feb.      | 2-0         | Cesena-S.Pietro in Casale | 1-0          | 19 mar.      |

| andata (2ª) | andata (2ª) | 2ª giornata                | ritorno (5ª) | ritorno (5ª) |
|             |             |                            |              |              |
| 13 feb.     | 3-2         | Panigale-Cesena            | 0-2          | 26 mar.      |
| 13 feb.     | 1-11        | S.Pietro in Casale-Bologna | 1-2          | 26 mar.      |

| \| andata (3ª) \| andata (3ª) \| 3ª giornata \| ritorno (6ª) \| ritorno (6ª) \| \| \| \| \| \| \| \| 20 feb. \| 5-0 \| Cesena-Bologna \| 0-2 \| 2 apr. \| \| 20 feb. \| 3-1 \| Panigale-S.Pietro in Casale \| 2-0 \| 16 apr. \| |             |                             |              |              |
| andata (3ª) | andata (3ª) | 3ª giornata                 | ritorno (6ª) | ritorno (6ª) |
| |             |                             |              |              |
| 20 feb. | 5-0         | Cesena-Bologna              | 0-2          | 2 apr.       |
| 20 feb. | 3-1         | Panigale-S.Pietro in Casale | 2-0          | 16 apr.      |

| andata (3ª) | andata (3ª) | 3ª giornata                 | ritorno (6ª) | ritorno (6ª) |
|             |             |                             |              |              |
| 20 feb.     | 5-0         | Cesena-Bologna              | 0-2          | 2 apr.       |
| 20 feb.     | 3-1         | Panigale-S.Pietro in Casale | 2-0          | 16 apr.      |

- Girone eliminatorio B

| andata (1ª) | andata (1ª)   | 1ª giornata          | ritorno (6ª) | ritorno (6ª) |
|             |               |                      |              |              |
| 6 feb.      | 5-0           | Faenza-Imolese       | 3-0          | 19 mar.      |
| 6 feb.      | 0-1           | Ravenna-Forlimpopoli | 1-2          | 19 mar.      |
| 6 feb.      | Riposa: Forlì |                      |              | 19 mar.      |

| andata (2ª) | andata (2ª)     | 2ª giornata          | ritorno (7ª) | ritorno (7ª) |
|             |                 |                      |              |              |
| 12 mar.     | 1-1             | Faenza-Forlì         | 2-1          | 26 mar.      |
| 12 mar.     | 3-2             | Forlimpopoli-Imolese | 0-1          | 26 mar.      |
| 12 mar.     | Riposa: Ravenna |                      |              | 26 mar.      |

| andata (1ª) | andata (1ª)   | 1ª giornata          | ritorno (6ª) | ritorno (6ª) |
|             |               |                      |              |              |
| 6 feb.      | 5-0           | Faenza-Imolese       | 3-0          | 19 mar.      |
| 6 feb.      | 0-1           | Ravenna-Forlimpopoli | 1-2          | 19 mar.      |
| 6 feb.      | Riposa: Forlì |                      |              | 19 mar.      |

| andata (2ª) | andata (2ª)     | 2ª giornata          | ritorno (7ª) | ritorno (7ª) |
|             |                 |                      |              |              |
| 12 mar.     | 1-1             | Faenza-Forlì         | 2-1          | 26 mar.      |
| 12 mar.     | 3-2             | Forlimpopoli-Imolese | 0-1          | 26 mar.      |
| 12 mar.     | Riposa: Ravenna |                      |              | 26 mar.      |

| andata (3ª) | andata (3ª)    | 3ª giornata        | ritorno (8ª) | ritorno (8ª) |
|             |                |                    |              |              |
| 20 feb.     | 1-5            | Forlì-Forlimpopoli | 0-3          | 2 apr.       |
| 20 feb.     | 5-1            | Ravenna-Imolese    | 1-2          | 2 apr.       |
| 20 feb.     | Riposa: Faenza |                    |              | 2 apr.       |

| andata (4ª) | andata (4ª)          | 4ª giornata    | ritorno (9ª) | ritorno (9ª) |
|             |                      |                |              |              |
| 27 feb.     | 1-1                  | Faenza-Ravenna | 0-1          | 9 apr.       |
| 27 feb.     | 7-0                  | Imolese-Forlì  | 1-0          | 9 apr.       |
| 27 feb.     | Riposa: Forlimpopoli |                |              | 9 apr.       |

| andata (3ª) | andata (3ª)    | 3ª giornata        | ritorno (8ª) | ritorno (8ª) |
|             |                |                    |              |              |
| 20 feb.     | 1-5            | Forlì-Forlimpopoli | 0-3          | 2 apr.       |
| 20 feb.     | 5-1            | Ravenna-Imolese    | 1-2          | 2 apr.       |
| 20 feb.     | Riposa: Faenza |                    |              | 2 apr.       |

| andata (4ª) | andata (4ª)          | 4ª giornata    | ritorno (9ª) | ritorno (9ª) |
|             |                      |                |              |              |
| 27 feb.     | 1-1                  | Faenza-Ravenna | 0-1          | 9 apr.       |
| 27 feb.     | 7-0                  | Imolese-Forlì  | 1-0          | 9 apr.       |
| 27 feb.     | Riposa: Forlimpopoli |                |              | 9 apr.       |

| \| andata (5ª) \| andata (5ª) \| 5ª giornata \| ritorno (10ª) \| ritorno (10ª) \| \| \| \| \| \| \| \| 16 mar. \| 2-2 \| Forlimpopoli-Faenza \| 1-4 \| 16 apr. \| \| 5 mar. \| 5-0 \| Ravenna-Forlì \| 3-0 \| 16 apr. \| \| 5 mar. \| Riposa: Imolese \| \| \| 16 apr. \| |                 |                     |               |               |
| andata (5ª) | andata (5ª)     | 5ª giornata         | ritorno (10ª) | ritorno (10ª) |
| |                 |                     |               |               |
| 16 mar. | 2-2             | Forlimpopoli-Faenza | 1-4           | 16 apr.       |
| 5 mar. | 5-0             | Ravenna-Forlì       | 3-0           | 16 apr.       |
| 5 mar. | Riposa: Imolese |                     |               | 16 apr.       |

| andata (5ª) | andata (5ª)     | 5ª giornata         | ritorno (10ª) | ritorno (10ª) |
|             |                 |                     |               |               |
| 16 mar.     | 2-2             | Forlimpopoli-Faenza | 1-4           | 16 apr.       |
| 5 mar.      | 5-0             | Ravenna-Forlì       | 3-0           | 16 apr.       |
| 5 mar.      | Riposa: Imolese |                     |               | 16 apr.       |

- Girone eliminatorio C

| andata (1ª) | andata (1ª)     | 1ª giornata     | ritorno (6ª) | ritorno (6ª) |
|             |                 |                 |              |              |
| 12 mar.     | 0-4             | Mantova-Carpi   | 1-6          | 19 mar.      |
| 6 feb.      | 1-0             | Modena-Reggiana | 1-0          | 19 mar.      |
| 6 feb.      | Riposa: Centese |                 |              | 19 mar.      |

| andata (2ª) | andata (2ª)   | 2ª giornata      | ritorno (7ª) | ritorno (7ª) |
|             |               |                  |              |              |
| 13 feb.     | 1-2           | Centese-Modena   | 3-4          | 26 mar.      |
| 13 feb.     | 5-3           | Reggiana-Mantova | 2-1          | 26 mar.      |
| 13 feb.     | Riposa: Carpi |                  |              | 26 mar.      |

| andata (1ª) | andata (1ª)     | 1ª giornata     | ritorno (6ª) | ritorno (6ª) |
|             |                 |                 |              |              |
| 12 mar.     | 0-4             | Mantova-Carpi   | 1-6          | 19 mar.      |
| 6 feb.      | 1-0             | Modena-Reggiana | 1-0          | 19 mar.      |
| 6 feb.      | Riposa: Centese |                 |              | 19 mar.      |

| andata (2ª) | andata (2ª)   | 2ª giornata      | ritorno (7ª) | ritorno (7ª) |
|             |               |                  |              |              |
| 13 feb.     | 1-2           | Centese-Modena   | 3-4          | 26 mar.      |
| 13 feb.     | 5-3           | Reggiana-Mantova | 2-1          | 26 mar.      |
| 13 feb.     | Riposa: Carpi |                  |              | 26 mar.      |

| andata (3ª) | andata (3ª)    | 3ª giornata     | ritorno (8ª) | ritorno (8ª) |
|             |                |                 |              |              |
| 20 feb.     | 1-1            | Carpi-Reggiana  | 0-1          | 2 apr.       |
| 20 feb.     | 3-1            | Mantova-Centese | 2-2          | 2 apr.       |
| 20 feb.     | Riposa: Modena |                 |              | 2 apr.       |

| andata (4ª) | andata (4ª)     | 4ª giornata      | ritorno (9ª) | ritorno (9ª) |
|             |                 |                  |              |              |
| 27 feb.     | 0-0             | Carpi-Modena     | 1-1          | 9 apr.       |
| 27 feb.     | 0-1             | Centese-Reggiana | 2-3          | 9 apr.       |
| 27 feb.     | Riposa: Mantova |                  |              | 9 apr.       |

| andata (3ª) | andata (3ª)    | 3ª giornata     | ritorno (8ª) | ritorno (8ª) |
|             |                |                 |              |              |
| 20 feb.     | 1-1            | Carpi-Reggiana  | 0-1          | 2 apr.       |
| 20 feb.     | 3-1            | Mantova-Centese | 2-2          | 2 apr.       |
| 20 feb.     | Riposa: Modena |                 |              | 2 apr.       |

| andata (4ª) | andata (4ª)     | 4ª giornata      | ritorno (9ª) | ritorno (9ª) |
|             |                 |                  |              |              |
| 27 feb.     | 0-0             | Carpi-Modena     | 1-1          | 9 apr.       |
| 27 feb.     | 0-1             | Centese-Reggiana | 2-3          | 9 apr.       |
| 27 feb.     | Riposa: Mantova |                  |              | 9 apr.       |

| \| andata (5ª) \| andata (5ª) \| 5ª giornata \| ritorno (10ª) \| ritorno (10ª) \| \| \| \| \| \| \| \| 5 mar. \| 1-5 \| Centese-Carpi \| 1-2 \| 16 apr. \| \| 5 mar. \| 1-3 \| Mantova-Modena \| 0-5 \| 16 apr. \| \| 5 mar. \| Riposa: Reggiana \| \| \| 16 apr. \| |                  |                |               |               |
| andata (5ª) | andata (5ª)      | 5ª giornata    | ritorno (10ª) | ritorno (10ª) |
| |                  |                |               |               |
| 5 mar. | 1-5              | Centese-Carpi  | 1-2           | 16 apr.       |
| 5 mar. | 1-3              | Mantova-Modena | 0-5           | 16 apr.       |
| 5 mar. | Riposa: Reggiana |                |               | 16 apr.       |

| andata (5ª) | andata (5ª)      | 5ª giornata    | ritorno (10ª) | ritorno (10ª) |
|             |                  |                |               |               |
| 5 mar.      | 1-5              | Centese-Carpi  | 1-2           | 16 apr.       |
| 5 mar.      | 1-3              | Mantova-Modena | 0-5           | 16 apr.       |
| 5 mar.      | Riposa: Reggiana |                |               | 16 apr.       |

- Girone eliminatorio D

| andata (1ª) | andata (1ª)         | 1ª giornata       | ritorno (6ª) | ritorno (6ª) |
|             |                     |                   |              |              |
| 6 feb.      | 2-1                 | Fidentina-Busseto | 3-3          | 19 mar.      |
| 6 feb.      | 2-1                 | Suzzara-Parma     | 0-0          | 19 mar.      |
| 6 feb.      | Riposa: VVFF Spezia |                   |              | 19 mar.      |

| andata (2ª) | andata (2ª)     | 2ª giornata         | ritorno (7ª) | ritorno (7ª) |
|             |                 |                     |              |              |
| 13 feb.     | 1-2             | Busseto-VVFF Spezia | 0-2          | 26 mar.      |
| 13 feb.     | 1-1             | Parma-Fidentina     | 1-7          | 26 mar.      |
| 13 feb.     | Riposa: Suzzara |                     |              | 26 mar.      |

| andata (1ª) | andata (1ª)         | 1ª giornata       | ritorno (6ª) | ritorno (6ª) |
|             |                     |                   |              |              |
| 6 feb.      | 2-1                 | Fidentina-Busseto | 3-3          | 19 mar.      |
| 6 feb.      | 2-1                 | Suzzara-Parma     | 0-0          | 19 mar.      |
| 6 feb.      | Riposa: VVFF Spezia |                   |              | 19 mar.      |

| andata (2ª) | andata (2ª)     | 2ª giornata         | ritorno (7ª) | ritorno (7ª) |
|             |                 |                     |              |              |
| 13 feb.     | 1-2             | Busseto-VVFF Spezia | 0-2          | 26 mar.      |
| 13 feb.     | 1-1             | Parma-Fidentina     | 1-7          | 26 mar.      |
| 13 feb.     | Riposa: Suzzara |                     |              | 26 mar.      |

| andata (3ª) | andata (3ª)     | 3ª giornata       | ritorno (8ª) | ritorno (8ª) |
|             |                 |                   |              |              |
| 20 feb.     | 2-3             | Fidentina-Suzzara | 0-6          | 2 apr.       |
| 20 feb.     | 1-0             | VVFF Spezia-Parma | 0-0          | 2 apr.       |
| 20 feb.     | Riposa: Busseto |                   |              | 2 apr.       |

| andata (4ª) | andata (4ª)       | 4ª giornata         | ritorno (9ª) | ritorno (9ª) |
|             |                   |                     |              |              |
| 27 feb.     | 0-2               | Suzzara-VVFF Spezia | 0-2          | 9 apr.       |
| 27 feb.     | 4-1               | Parma-Busseto       | 1-0          | 9 apr.       |
| 27 feb.     | Riposa: Fidentina |                     |              | 9 apr.       |

| andata (3ª) | andata (3ª)     | 3ª giornata       | ritorno (8ª) | ritorno (8ª) |
|             |                 |                   |              |              |
| 20 feb.     | 2-3             | Fidentina-Suzzara | 0-6          | 2 apr.       |
| 20 feb.     | 1-0             | VVFF Spezia-Parma | 0-0          | 2 apr.       |
| 20 feb.     | Riposa: Busseto |                   |              | 2 apr.       |

| andata (4ª) | andata (4ª)       | 4ª giornata         | ritorno (9ª) | ritorno (9ª) |
|             |                   |                     |              |              |
| 27 feb.     | 0-2               | Suzzara-VVFF Spezia | 0-2          | 9 apr.       |
| 27 feb.     | 4-1               | Parma-Busseto       | 1-0          | 9 apr.       |
| 27 feb.     | Riposa: Fidentina |                     |              | 9 apr.       |

| \| andata (5ª) \| andata (5ª) \| 5ª giornata \| ritorno (10ª) \| ritorno (10ª) \| \| \| \| \| \| \| \| 5 mar. \| 1-2 \| Busseto-Suzzara \| 0-2 \| 16 apr. \| \| 5 mar. \| 4-4 \| VVFF Spezia-Fidentina \| 1-1 \| 16 apr. \| \| 5 mar. \| Riposa: Parma \| \| \| 16 apr. \| |               |                       |               |               |
| andata (5ª) | andata (5ª)   | 5ª giornata           | ritorno (10ª) | ritorno (10ª) |
| |               |                       |               |               |
| 5 mar. | 1-2           | Busseto-Suzzara       | 0-2           | 16 apr.       |
| 5 mar. | 4-4           | VVFF Spezia-Fidentina | 1-1           | 16 apr.       |
| 5 mar. | Riposa: Parma |                       |               | 16 apr.       |

| andata (5ª) | andata (5ª)   | 5ª giornata           | ritorno (10ª) | ritorno (10ª) |
|             |               |                       |               |               |
| 5 mar.      | 1-2           | Busseto-Suzzara       | 0-2           | 16 apr.       |
| 5 mar.      | 4-4           | VVFF Spezia-Fidentina | 1-1           | 16 apr.       |
| 5 mar.      | Riposa: Parma |                       |               | 16 apr.       |

#### Semifinali regionali

##### Classifiche
- Girone finale A

|  | Pos. | Squadra          | Pt | G | V | N | P | GF | GS |
|  | ---- | ---------------- | -- | - | - | - | - | -- | -- |
|  | 1.   | (A) Bologna      | 9  | 6 | 4 | 1 | 1 | 11 | 5  |
|  | 2.   | (C) Cesena       | 8  | 6 | 4 | 0 | 2 | 13 | 6  |
|  | 3.   | (C) Forlimpopoli | 6  | 6 | 2 | 2 | 2 | 10 | 11 |
|  | 4.   | (R) Faenza       | 1  | 6 | 0 | 1 | 5 | 5  | 17 |

Legenda:

      Ammesso alle finali regionali.
Note:

Due punti a vittoria, uno a pareggio, zero a sconfitta.
- Girone finale B

|  | Pos. | Squadra                      | Pt | G | V | N | P | GF | GS |
|  | ---- | ---------------------------- | -- | - | - | - | - | -- | -- |
|  | 1.   | (B) 42º Corpo VVFF La Spezia | 10 | 6 | 5 | 0 | 1 | 14 | 4  |
|  | 2.   | (C) G.Corradini Suzzara      | 4  | 6 | 2 | 1 | 3 | 7  | 10 |
|  | 3.   | (C) Carpi                    | 4  | 6 | 2 | 1 | 3 | 5  | 7  |
|  | 4.   | (A) Modena                   | 3  | 6 | 2 | 0 | 4 | 3  | 8  |

Legenda:

      Ammesso alle finali regionali.
Note:

Due punti a vittoria, uno a pareggio, zero a sconfitta.
Suzzara, Carpi e Modena un punto di penalizzazione per una rinuncia.

##### Risultati
- Girone finale A

| andata (1ª) | andata (1ª) | 1ª giornata         | ritorno (4ª) | ritorno (4ª) |
|             |             |                     |              |              |
| 7 mag.      | 3-1         | Bologna-Faenza      | 2-0          | 21 mag.      |
| 7 mag.      | 2-0         | Cesena-Forlimpopoli | 2-3          | 21 mag.      |

| andata (2ª) | andata (2ª) | 2ª giornata          | ritorno (5ª) | ritorno (5ª) |
|             |             |                      |              |              |
| 14 mag.     | 3-1         | Bologna-Forlimpopoli | 1-1          | 25 mag.      |
| 4 giu.      | 0-2         | Faenza-Cesena        | 1-5          | 25 mag.      |

| andata (1ª) | andata (1ª) | 1ª giornata         | ritorno (4ª) | ritorno (4ª) |
|             |             |                     |              |              |
| 7 mag.      | 3-1         | Bologna-Faenza      | 2-0          | 21 mag.      |
| 7 mag.      | 2-0         | Cesena-Forlimpopoli | 2-3          | 21 mag.      |

| andata (2ª) | andata (2ª) | 2ª giornata          | ritorno (5ª) | ritorno (5ª) |
|             |             |                      |              |              |
| 14 mag.     | 3-1         | Bologna-Forlimpopoli | 1-1          | 25 mag.      |
| 4 giu.      | 0-2         | Faenza-Cesena        | 1-5          | 25 mag.      |

| \| andata (3ª) \| andata (3ª) \| 3ª giornata \| ritorno (6ª) \| ritorno (6ª) \| \| \| \| \| \| \| \| 18 mag. \| 2-0 \| Cesena-Bologna \| 0-2 \| 28 mag. \| \| 18 mag. \| 3-3 \| Forlimpopoli-Faenza \| 2-0 \| 28 mag. \| |             |                     |              |              |
| andata (3ª) | andata (3ª) | 3ª giornata         | ritorno (6ª) | ritorno (6ª) |
| |             |                     |              |              |
| 18 mag. | 2-0         | Cesena-Bologna      | 0-2          | 28 mag.      |
| 18 mag. | 3-3         | Forlimpopoli-Faenza | 2-0          | 28 mag.      |

| andata (3ª) | andata (3ª) | 3ª giornata         | ritorno (6ª) | ritorno (6ª) |
|             |             |                     |              |              |
| 18 mag.     | 2-0         | Cesena-Bologna      | 0-2          | 28 mag.      |
| 18 mag.     | 3-3         | Forlimpopoli-Faenza | 2-0          | 28 mag.      |

- Girone finale B

| andata (1ª) | andata (1ª) | 1ª giornata         | ritorno (4ª) | ritorno (4ª) |
|             |             |                     |              |              |
| 11 mag.     | 0-2         | Modena-Carpi        | 1-0          | 21 mag.      |
| 7 mag.      | 2-0         | VVFF Spezia-Suzzara | 5-2          | 1 giu.       |

| andata (2ª) | andata (2ª) | 2ª giornata       | ritorno (5ª) | ritorno (5ª) |
|             |             |                   |              |              |
| 14 mag.     | 2-1         | Carpi-VVFF Spezia | 0-2          | 25 mag.      |
| 14 mag.     | 2-0         | Suzzara-Modena    | 0-2          | 25 giu.      |

| andata (1ª) | andata (1ª) | 1ª giornata         | ritorno (4ª) | ritorno (4ª) |
|             |             |                     |              |              |
| 11 mag.     | 0-2         | Modena-Carpi        | 1-0          | 21 mag.      |
| 7 mag.      | 2-0         | VVFF Spezia-Suzzara | 5-2          | 1 giu.       |

| andata (2ª) | andata (2ª) | 2ª giornata       | ritorno (5ª) | ritorno (5ª) |
|             |             |                   |              |              |
| 14 mag.     | 2-1         | Carpi-VVFF Spezia | 0-2          | 25 mag.      |
| 14 mag.     | 2-0         | Suzzara-Modena    | 0-2          | 25 giu.      |

| \| andata (3ª) \| andata (3ª) \| 3ª giornata \| ritorno (6ª) \| ritorno (6ª) \| \| \| \| \| \| \| \| 18 mag. \| 1-1 \| Carpi-Suzzara[94] \| 0-2 \| 28 mag. \| \| 18 mag. \| 0-2 \| Modena-VVFF Spezia[94] \| 0-2 \| 28 mag. \| |             |                    |              |              |
| andata (3ª) | andata (3ª) | 3ª giornata        | ritorno (6ª) | ritorno (6ª) |
| |             |                    |              |              |
| 18 mag. | 1-1         | Carpi-Suzzara      | 0-2          | 28 mag.      |
| 18 mag. | 0-2         | Modena-VVFF Spezia | 0-2          | 28 mag.      |

| andata (3ª) | andata (3ª) | 3ª giornata        | ritorno (6ª) | ritorno (6ª) |
|             |             |                    |              |              |
| 18 mag.     | 1-1         | Carpi-Suzzara      | 0-2          | 28 mag.      |
| 18 mag.     | 0-2         | Modena-VVFF Spezia | 0-2          | 28 mag.      |

Deliberazioni del Direttorio VII Zona
- Il Modena perse a tavolino per tesseramenti irregolari le seguenti partite: Modena-Carpi 2-1, Suzzara-Modena 1-1 e Modena-Spezia 4-2.
- Il Faenza perse a tavolino per tesseramenti irregolari le seguenti partite: Faenza-Forlimpopoli 4-0 e Faenza-Cesena 1-0.

#### Finali regionali

##### Classifica finale
| Pos. | Squadra                  | Pt | G | V | N | P | GF | GS |
| ---- | ------------------------ | -- | - | - | - | - | -- | -- |
| 1.   | 42º Corpo VVFF La Spezia | 4  | 2 | 2 | 0 | 0 | 4  | 0  |
| 2.   | Bologna                  | 0  | 2 | 0 | 0 | 2 | 0  | 4  |

Verdetti
- VVFF Spezia campione emiliano 1943-44 e ammesso direttamente alla fase finale in seguito alla rinuncia della Lucchese, ferma da due mesi, a sfidare gli spezzini nella semifinale tosco-emiliana.

##### Risultati
|             | Finali emiliane |             | Città e data            |  |
| ----------- | --------------- | ----------- | ----------------------- |  |
| Bologna     | 0 - 2 (tav.)    | VVFF Spezia | Bologna, 11 giugno 1944 |  |
| VVFF Spezia | 2 - 0 (tav.)    | Bologna     | Carpi, 25 giugno 1944   |  |

- VVFF Spezia-Bologna avrebbe dovuto disputarsi a Carpi il 18 giugno ma fu rinviata alla settimana successiva per deliberato del Direttorio (conseguentemente agli incidenti all'andata), la partita non fu disputata per rinuncia del Bologna.[100]

### Toscana
Differentemente dalle altre regioni, in Toscana il torneo si limitò a un girone fra squadre delle divisioni minori, dato che nessun club delle due categorie nazionali vi partecipò.

#### Classifica
|  | Pos. | Squadra                  | Pt | G | V | N | P | GF | GS |
|  | ---- | ------------------------ | -- | - | - | - | - | -- | -- |
|  | 1.   | (R) Montecatini          | 12 | 8 | 6 | 0 | 2 | 14 | 9  |
|  | 2.   | (C) Lucchese             | 10 | 8 | 5 | 0 | 3 | 11 | 11 |
|  | 3.   | (C) Massese              | 9  | 8 | 4 | 1 | 3 | 16 | 10 |
|  | 4.   | (C) Carrarese P. Binelli | 7  | 8 | 3 | 1 | 4 | 16 | 18 |
|  | 5.   | (C) Forte dei Marmi      | 2  | 8 | 1 | 0 | 7 | 13 | 22 |

Verdetti
- Montecatini e Lucchese inizialmente qualificate alle semifinali interregionali. Essendo i campionati dell'Emilia e Toscana terminati in ritardo, tuttavia, si decise di far scontrare le semifinaliste toscane tra loro per designare la sfidante dello Spezia (campione della VII zona), e sembrerebbe aver prevalso la Lucchese, non è da escludere per ritiro degli avversari. La Lucchese, tuttavia, rinunciò a partecipare alle semifinali.
- Forte dei Marmi un punto di penalizzazione per una rinuncia.

#### Risultati
| andata (1ª) | andata (1ª)     | 1ª giornata           | ritorno (6ª) | ritorno (6ª) |
|             |                 |                       |              |              |
| 20 feb.     | 4-2             | Forte Marmi-Carrarese | 1-3          | 2 apr.       |
| 20 feb.     | 2-0             | Lucchese-Montecatini  | 0-1          | 2 apr.       |
| 20 feb.     | Riposa: Massese |                       |              | 2 apr.       |

| andata (2ª) | andata (2ª)      | 2ª giornata             | ritorno (7ª) | ritorno (7ª) |
|             |                  |                         |              |              |
| 27 feb.     | 1-1              | Carrarese-Massese       | 1-3          | 9 apr.       |
| 27 feb.     | 3-2              | Montecatini-Forte Marmi | 1-0          | 9 apr.       |
| 27 feb.     | Riposa: Lucchese |                         |              | 9 apr.       |

| andata (1ª) | andata (1ª)     | 1ª giornata           | ritorno (6ª) | ritorno (6ª) |
|             |                 |                       |              |              |
| 20 feb.     | 4-2             | Forte Marmi-Carrarese | 1-3          | 2 apr.       |
| 20 feb.     | 2-0             | Lucchese-Montecatini  | 0-1          | 2 apr.       |
| 20 feb.     | Riposa: Massese |                       |              | 2 apr.       |

| andata (2ª) | andata (2ª)      | 2ª giornata             | ritorno (7ª) | ritorno (7ª) |
|             |                  |                         |              |              |
| 27 feb.     | 1-1              | Carrarese-Massese       | 1-3          | 9 apr.       |
| 27 feb.     | 3-2              | Montecatini-Forte Marmi | 1-0          | 9 apr.       |
| 27 feb.     | Riposa: Lucchese |                         |              | 9 apr.       |

| andata (3ª) | andata (3ª)         | 3ª giornata         | ritorno (8ª) | ritorno (8ª) |
|             |                     |                     |              |              |
| 5 mar.      | 3-0                 | Carrarese-Lucchese  | 1-2          | 16 apr.      |
| 26 mar.     | 4-2                 | Massese-Forte Marmi | 4-2          | 16 apr.      |
| 26 mar.     | Riposa: Montecatini |                     |              | 16 apr.      |

| andata (4ª) | andata (4ª)       | 4ª giornata          | ritorno (9ª) | ritorno (9ª) |
|             |                   |                      |              |              |
| 12 mar.     | 2-3               | Forte Marmi-Lucchese | 0-2          | 23 apr.      |
| 12 mar.     | 0-1               | Massese-Montecatini  | 0-1          | 23 apr.      |
| 12 mar.     | Riposa: Carrarese |                      |              | 23 apr.      |

| andata (3ª) | andata (3ª)         | 3ª giornata         | ritorno (8ª) | ritorno (8ª) |
|             |                     |                     |              |              |
| 5 mar.      | 3-0                 | Carrarese-Lucchese  | 1-2          | 16 apr.      |
| 26 mar.     | 4-2                 | Massese-Forte Marmi | 4-2          | 16 apr.      |
| 26 mar.     | Riposa: Montecatini |                     |              | 16 apr.      |

| andata (4ª) | andata (4ª)       | 4ª giornata          | ritorno (9ª) | ritorno (9ª) |
|             |                   |                      |              |              |
| 12 mar.     | 2-3               | Forte Marmi-Lucchese | 0-2          | 23 apr.      |
| 12 mar.     | 0-1               | Massese-Montecatini  | 0-1          | 23 apr.      |
| 12 mar.     | Riposa: Carrarese |                      |              | 23 apr.      |

| \| andata (5ª) \| andata (5ª) \| 5ª giornata \| ritorno (10ª) \| ritorno (10ª) \| \| \| \| \| \| \| \| 19 mar. \| 2-1 \| Lucchese-Massese \| 0-3 \| 30 apr. \| \| 19 mar. \| 5-2 \| Montecatini-Carrarese \| 2-3 \| 30 apr. \| \| 19 mar. \| Riposa: Forte dei Marmi \| \| \| 30 apr. \| |                         |                       |               |               |
| andata (5ª) | andata (5ª)             | 5ª giornata           | ritorno (10ª) | ritorno (10ª) |
| |                         |                       |               |               |
| 19 mar. | 2-1                     | Lucchese-Massese      | 0-3           | 30 apr.       |
| 19 mar. | 5-2                     | Montecatini-Carrarese | 2-3           | 30 apr.       |
| 19 mar. | Riposa: Forte dei Marmi |                       |               | 30 apr.       |

| andata (5ª) | andata (5ª)             | 5ª giornata           | ritorno (10ª) | ritorno (10ª) |
|             |                         |                       |               |               |
| 19 mar.     | 2-1                     | Lucchese-Massese      | 0-3           | 30 apr.       |
| 19 mar.     | 5-2                     | Montecatini-Carrarese | 2-3           | 30 apr.       |
| 19 mar.     | Riposa: Forte dei Marmi |                       |               | 30 apr.       |

### Lazio
Il formato originario della Divisione Nazionale prevedeva l'organizzazione di un'eliminatoria regionale laziale denominata campionato romano misto, la quale comprendeva squadre di Serie A, B, C e Prima Divisione. Il girone eliminatorio cominciò il 4 dicembre 1943 e terminò il 28 maggio 1944 con la vittoria della Lazio (rimaneva una partita da recuperare, ininfluente, tra Tirrenia e Juventus che si disputò il 2 luglio). Tuttavia, in seguito alla liberazione della Capitale compiuta dagli Alleati il 5 giugno 1944, il campionato romano passò in corso d'opera dalla gestione della FIGC fascista a quella della FIGC del Regno del Sud, diventando un torneo regionale autonomo. Di conseguenza, la squadra biancoceleste non poté accedere alle finali nazionali. Nella stagione 1944-1945 venne anche organizzata una seconda edizione, vinta dalla Roma.

## Semifinali interregionali

### Gruppo A (Piemonte e Lombardia)

#### Classifica finale
Semifinali zona Ovest
| Pos. | Squadra            | Pt | G | V | N | P | GF | GS |
| ---- | ------------------ | -- | - | - | - | - | -- | -- |
| 1.   | Torino FIAT        | 8  | 6 | 3 | 2 | 1 | 21 | 12 |
| 2.   | Juventus Cisitalia | 7  | 6 | 3 | 1 | 2 | 15 | 9  |
| 3.   | Ambrosiana-Inter   | 6  | 6 | 2 | 2 | 2 | 12 | 13 |
| 4.   | Varese             | 3  | 6 | 1 | 1 | 4 | 6  | 20 |

Verdetti
- Torino FIAT ammesso alla fase finale.

#### Risultati
| andata (1ª) | andata (1ª) | 1ª giornata             | ritorno (4ª) | ritorno (4ª) |
|             |             |                         |              |              |
| 21 mag.     | 3-1         | Juventus-Torino         | 3-3          | 18 giu.      |
| 21 mag.     | 2-2         | Varese-Ambrosiana Inter | 0-3          | 18 giu.      |

| andata (2ª) | andata (2ª) | 2ª giornata               | ritorno (5ª) | ritorno (5ª) |
|             |             |                           |              |              |
| 28 mag.     | 2-1         | Ambrosiana Inter-Juventus | 0-1          | 11 giu.      |
| 28 mag.     | 2-1         | Torino-Varese             | 6-0          | 11 giu.      |

| andata (1ª) | andata (1ª) | 1ª giornata             | ritorno (4ª) | ritorno (4ª) |
|             |             |                         |              |              |
| 21 mag.     | 3-1         | Juventus-Torino         | 3-3          | 18 giu.      |
| 21 mag.     | 2-2         | Varese-Ambrosiana Inter | 0-3          | 18 giu.      |

| andata (2ª) | andata (2ª) | 2ª giornata               | ritorno (5ª) | ritorno (5ª) |
|             |             |                           |              |              |
| 28 mag.     | 2-1         | Ambrosiana Inter-Juventus | 0-1          | 11 giu.      |
| 28 mag.     | 2-1         | Torino-Varese             | 6-0          | 11 giu.      |

| \| andata (3ª) \| andata (3ª) \| 3ª giornata \| ritorno (6ª) \| ritorno (6ª) \| \| \| \| \| \| \| \| 4 giu. \| 6-2 \| Torino-Ambrosiana Inter \| 3-3 \| 25 giu. \| \| 4 giu. \| 2-1 \| Varese-Juventus \| 1-6 \| 25 giu. \| |             |                         |              |              |
| andata (3ª) | andata (3ª) | 3ª giornata             | ritorno (6ª) | ritorno (6ª) |
| |             |                         |              |              |
| 4 giu. | 6-2         | Torino-Ambrosiana Inter | 3-3          | 25 giu.      |
| 4 giu. | 2-1         | Varese-Juventus         | 1-6          | 25 giu.      |

| andata (3ª) | andata (3ª) | 3ª giornata             | ritorno (6ª) | ritorno (6ª) |
|             |             |                         |              |              |
| 4 giu.      | 6-2         | Torino-Ambrosiana Inter | 3-3          | 25 giu.      |
| 4 giu.      | 2-1         | Varese-Juventus         | 1-6          | 25 giu.      |

### Gruppo B (Veneto e Venezia Giulia)

#### Classifica finale
Semifinali zona Est
| Pos. | Squadra        | Pt   | G | V | N | P | GF | GS |
| ---- | -------------- | ---- | - | - | - | - | -- | -- |
| 1.   | Venezia        | 6    | 4 | 2 | 2 | 0 | 3  | 0  |
| 2.   | Ampelea        | 4    | 4 | 2 | 0 | 2 | 4  | 4  |
| 3.   | Triestina (-1) | 1    | 4 | 0 | 2 | 2 | 1  | 4  |
| ---  | Verona         | rit. | - | - | - | - | -  | -  |

Verdetti
- Venezia ammesso alla fase finale.
- Ampelea e Triestina rinunciarono a giocare l'ultima partita in quanto ininfluente.
- Verona ritirato prima dell'inizio del girone.

#### Risultati
| andata (1ª) | andata (1ª)     | 1ª giornata       | ritorno (4ª) | ritorno (4ª) |
|             |                 |                   |              |              |
| 21 mag.     | 0-0             | Venezia-Triestina | 0-0          | 11 giu.      |
| 21 mag.     | Riposa: Ampelea |                   |              | 11 giu.      |

| andata (2ª) | andata (2ª)       | 2ª giornata     | ritorno (5ª) | ritorno (5ª) |
|             |                   |                 |              |              |
| 28 mag.     | 0-1               | Ampelea-Venezia | 0-2*         | 18 giu.      |
| 28 mag.     | Riposa: Triestina |                 |              | 18 giu.      |

| andata (1ª) | andata (1ª)     | 1ª giornata       | ritorno (4ª) | ritorno (4ª) |
|             |                 |                   |              |              |
| 21 mag.     | 0-0             | Venezia-Triestina | 0-0          | 11 giu.      |
| 21 mag.     | Riposa: Ampelea |                   |              | 11 giu.      |

| andata (2ª) | andata (2ª)       | 2ª giornata     | ritorno (5ª) | ritorno (5ª) |
|             |                   |                 |              |              |
| 28 mag.     | 0-1               | Ampelea-Venezia | 0-2*         | 18 giu.      |
| 28 mag.     | Riposa: Triestina |                 |              | 18 giu.      |

| \| andata (3ª) \| andata (3ª) \| 3ª giornata \| ritorno (6ª) \| ritorno (6ª) \| \| \| \| \| \| \| \| 4 giu. \| 1-2 \| Triestina-Ampelea \| 0-2* \| 25 giu. \| \| 4 giu. \| Riposa: Venezia \| \| \| 25 giu. \| |                 |                   |              |              |
| andata (3ª) | andata (3ª)     | 3ª giornata       | ritorno (6ª) | ritorno (6ª) |
| |                 |                   |              |              |
| 4 giu. | 1-2             | Triestina-Ampelea | 0-2*         | 25 giu.      |
| 4 giu. | Riposa: Venezia |                   |              | 25 giu.      |

| andata (3ª) | andata (3ª)     | 3ª giornata       | ritorno (6ª) | ritorno (6ª) |
|             |                 |                   |              |              |
| 4 giu.      | 1-2             | Triestina-Ampelea | 0-2*         | 25 giu.      |
| 4 giu.      | Riposa: Venezia |                   |              | 25 giu.      |

- Venezia-Ampelea 2-0 a tavolino per abbandono del campo da parte dell'Ampelea dopo un gol contestato del Venezia[101]. Ampelea-Triestina 2-0 a tavolino per rinuncia (forfait) della Triestina.[102]

### Gruppo C (Emilia e Toscana)
Nelle intenzioni originarie, al girone C delle qualificazioni interzona avrebbero dovuto prendere parte le due migliori classificate dell'Emilia e della Toscana, ovvero Bologna, Spezia, Montecatini e Lucchese. Tuttavia ragioni di carattere contingente spinsero la Federazione a cambiare la formula del girone tosco-emiliano rendendolo un torneo a eliminazione diretta: le qualificate della stessa regione avrebbero spareggiato tra loro in sfide di andata e ritorno e le vincenti dei due scontri regionali si sarebbero scontrate in campo neutro per determinare la finalista nazionale. Di fatto, però, lo scontro tra le finaliste emiliane, lo Spezia e il Bologna, fu organizzato dal Direttorio VII Zona (Emilia), tanto che la vincente dello scontro, lo Spezia, fu proclamato campione emiliano dal direttorio regionale. Lo Spezia, campione emiliano, avrebbe dovuto confrontarsi con la Lucchese (che apparentemente aveva passato il turno col Montecatini, non è da escludere per forfait). Tuttavia la Lucchese rinunciò per l'impossibilità di trasferirsi per cause di forza maggiore, dato che in seguito alla liberazione di Roma del 4 giugno e alla conseguente, imminente avanzata alleata in Toscana la regione fu dichiarata zona militare dai nazisti, sicché lo Spezia fu ammesso direttamente alle finali.

## Finali

### Risultati e classifica
Classifica finale
| Pos. | Squadra                  | Pt | G | V | N | P | GF | GS |
| ---- | ------------------------ | -- | - | - | - | - | -- | -- |
| 1.   | 42º Corpo VVFF La Spezia | 3  | 2 | 1 | 1 | 0 | 3  | 2  |
| 2.   | Torino FIAT              | 2  | 2 | 1 | 0 | 1 | 6  | 4  |
| 3.   | Venezia                  | 1  | 2 | 0 | 1 | 1 | 3  | 6  |

Le partite
|             | Risultati |         | Città e data      |  |
| ----------- | --------- | ------- | ----------------- |  |
| VVFF Spezia | 1 - 1     | Venezia | Milano, 9-7-1944  |  |
| VVFF Spezia | 2 - 1     | Torino  | Milano, 16-7-1944 |  |
| Torino      | 5 - 2     | Venezia | Milano, 20-7-1944 |  |

### Squadra campione
| Vincitore del campionato di Divisione Nazionale 1944     |
| -------------------------------------------------------- |
| Associazione Calcio Spezia Come VVFF Spezia Unico titolo |

| Formazione tipo | Giocatori (presenze)  |
| --- | --------------------- |
| Bani II Persia I Amenta Borrini Gramaglia Scarpato Tommaseo Tori Rostagno Angelini Costa                                                                               | Carmelo Amenta (12)   |
| Bani II Persia I Amenta Borrini Gramaglia Scarpato Tommaseo Tori Rostagno Angelini Costa                                                                               | Sergio Angelini (12)  |
| Bani II Persia I Amenta Borrini Gramaglia Scarpato Tommaseo Tori Rostagno Angelini Costa                                                                               | Giovanni Costa (12)   |
| Bani II Persia I Amenta Borrini Gramaglia Scarpato Tommaseo Tori Rostagno Angelini Costa                                                                               | Carlo Scarpato (12)   |
| Bani II Persia I Amenta Borrini Gramaglia Scarpato Tommaseo Tori Rostagno Angelini Costa                                                                               | Renato Tori (12)      |
| Bani II Persia I Amenta Borrini Gramaglia Scarpato Tommaseo Tori Rostagno Angelini Costa                                                                               | Eraldo Borrini (11)   |
| Bani II Persia I Amenta Borrini Gramaglia Scarpato Tommaseo Tori Rostagno Angelini Costa                                                                               | Sergio Persia II (11) |
| Bani II Persia I Amenta Borrini Gramaglia Scarpato Tommaseo Tori Rostagno Angelini Costa                                                                               | Bruno Gramaglia (10)  |
| Bani II Persia I Amenta Borrini Gramaglia Scarpato Tommaseo Tori Rostagno Angelini Costa                                                                               | Sergio Bani II (9)    |
| Bani II Persia I Amenta Borrini Gramaglia Scarpato Tommaseo Tori Rostagno Angelini Costa                                                                               | Wando Persia I (7)    |
| Bani II Persia I Amenta Borrini Gramaglia Scarpato Tommaseo Tori Rostagno Angelini Costa                                                                               | Paolo Rostagno (6)    |
| Altri giocatori: Vinicio Viani II (5), Angelo Medica (4), Mario Tommaseo (3), Sergio Bicchielli (2), Giuseppe Castellini (2), Bruno Rossi (1), Giovanni Tavoletti (1). |                       |